# Хронология вторжения России на Украину (май 2022)
Данная статья является частью хронологии широкомасштабного вторжения РФ на Украину и описывает события, произошедшие в мае 2022 года.

## Май

### 1 мая
Генштаб ВСУ сообщил о продолжении российского наступления на востоке страны с участием мобилизованных жителей ДНР и ЛНР. Польша передала Украине 232 танка Т-72, РСЗО, БПЛА и самоходные гаубицы — по объёму военной поддержки Украины она занимает второе после США место.

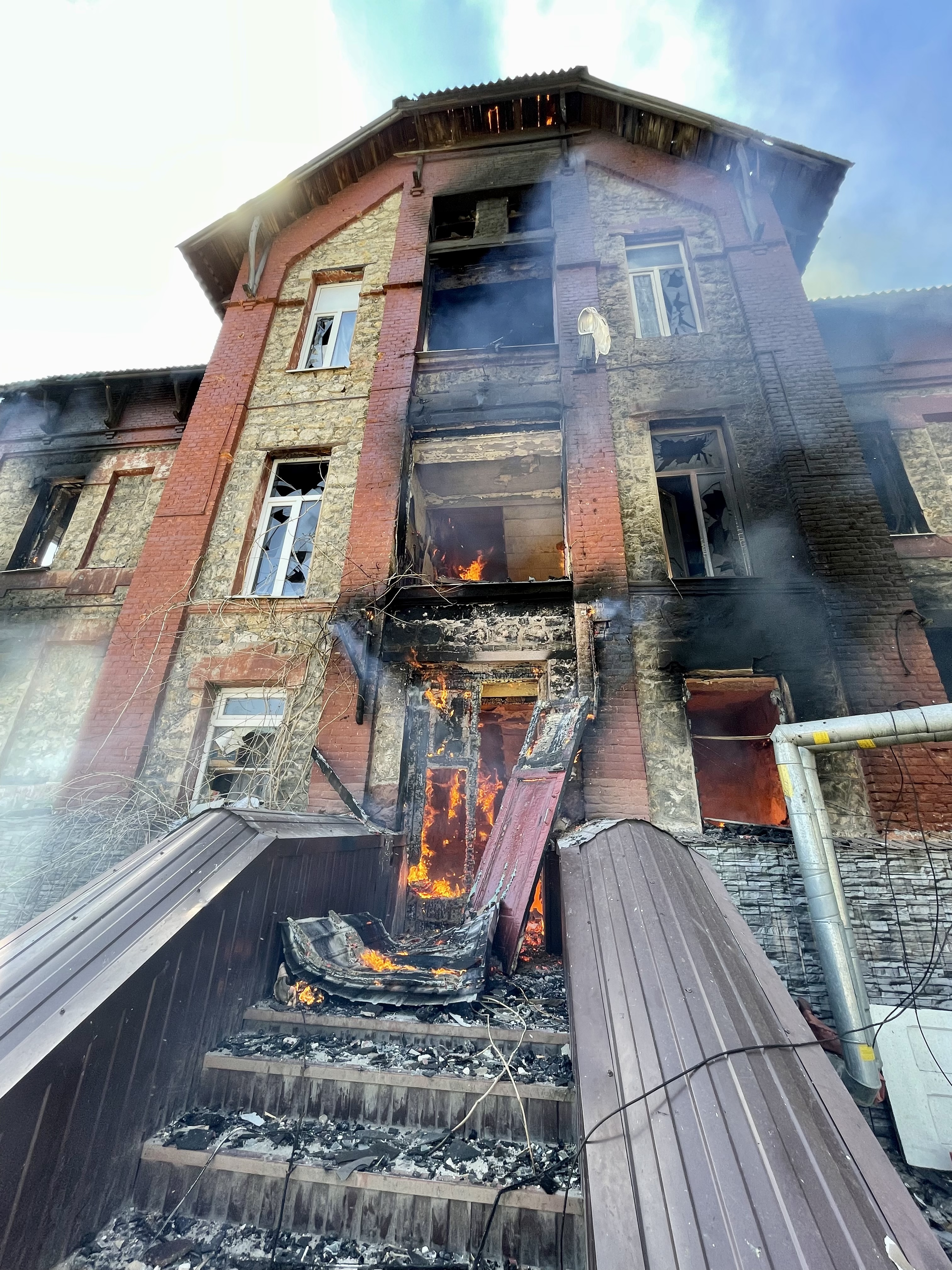
Лисичанская многопрофильная гимназия после обстрела 1 мая

Продолжились обстрелы украинских городов. В Харькове и Харьковской области и Лимане Донецкой области погибли мирные жители, в Луганской области были разрушены жилые кварталы. В Лисичанске сгорела историческая гимназия, памятник архитектуры.
Генеральный прокурор Украины заявила о расследовании 9158 уголовных дел о военных преступлениях, совершённых российскими военными в Киевской, Сумской и Черниговской областях. Число культурных объектов, разрушенных или повреждённых в ходе обстрелов украинских городов российским войсками, достигло 250.
Минобороны Великобритании сообщило о попытках оккупационной администрации ввести в Херсоне в оборот рубли. Ранее в Бердянске начали выдавать российские свидетельства о браке, а в Мариуполе — свидетельства о рождении ДНР.
При участии ООН и Международного комитета Красного креста была организована эвакуация гражданских с «Азовстали» и прилегающих кварталов. Украина заявила о выводе 100 мирных жителей, Россия — о 46. После прекращения эвакуации Россия возобновила обстрелы завода, где оставались несколько сотен гражданских.
В Белгородской области возник пожар и серия взрывов на объекте Минобороны России в районе села Стрелецкое. В Курской области был взорван и частично обрушился железнодорожный мост, местные власти сообщили о диверсии.

### 2 мая

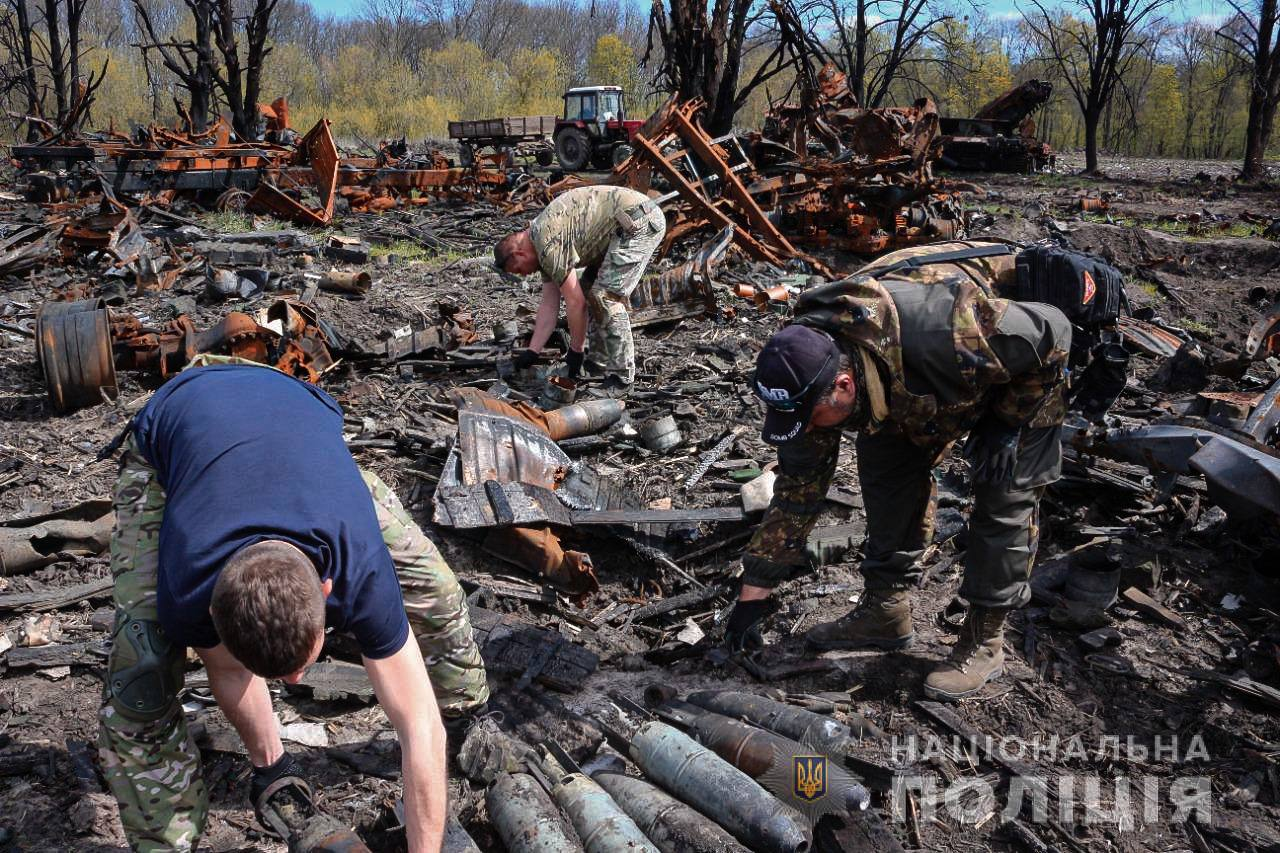
Сбор неразорвавшихся боеприпасов на месте боёв в Сумской области

Минобороны Великобритании оценило потери России в четверть участвовавших во вторжении частей, включая элитные подразделения — спецназ и ВДВ. По оценке министерства, Россия задействовала в войне около 65 % боеспособных танковых войск.
Председатель СНБО Украины сообщил об укомплектованности боевых частей и отсутствии необходимости в новой волне мобилизации. Аналитики Института по изучению войны сообщили о возврате Старого Салтова под Харьковом под контроль ВСУ.
С помощью БПЛА Bayraktar TB2 у острова Змеиный были уничтожены два российских патрульных катера «Раптор».
Продолжились обстрелы украинских городов. В Луганской области и Запорожье в ходе обстрелов жилых кварталов погибли мирные жители. В Одессе по удар попали объекты городской инфраструктуры, жилой дом и церковь, погиб подросток. В Одесской области Россия нанесла три ракетных удара по мосту через Днестровский Лиман.
Представитель Всемирной продовольственной программы ООН сообщил о 4,5 млн тонн зерна, заблокированных Россией в портах Украины и на украинских судах. ООН оценил число беженцев с начала войны в 5,5 млн человек. Human Rights Watch опубликовала свидетельства нескольких случаев стрельбы российских военных по гражданским автомобилям, включая намеренные убийства мирных жителей.
После высказываний главы МИД РФ Сергея Лаврова о еврейских корнях Адольфа Гитлера и еврейском антисемитизме разгорелся дипломатический скандал. The New York Times сообщил о попытке украинских военных убить начальника генштаба Валерия Герасимова в ходе посещения последним штаба ВС РФ под Изюмом. Украинская сторона сообщила, что в ходе атаки погибло не менее 200 российских военнослужащих.
В Харькове задержали 400 подозреваемых в коллаборационизме. Офис Генпрокурора Украины сообщил об обнаружении новых захоронений гражданских лиц со следами пыток, вероятно убитых российскими военными, и первом подозреваемом в деле об убийстве мирных жителей в Буче. Власти ДНР сообщили об эвакуации 214 человек из Мариуполя в течение дня.

### 3 мая
Минобороны США оценили прогресс России на востоке Украины как минимальный, связав отсутствие успехов с плохим командованием и управлением, проблемами с логистикой и низким боевым духом. Генштаб ВСУ сообщил о российских обстрелах на Слобожанском и Изюмском направлении, сосредоточении сил ВС РФ на Донецком направлении, наступлении России на Изюм, Барвенково, Рубежное и Попасную. Украинские силы развернули контрнаступление под Старым Салтовом в Харьковской области и освободили Молодовую. Минобороны России заявило об ударе по военному аэродрому под Одессой, который предположительно использовался для переброски вооружения.
Российские войска возобновили атаки на мариупольский завод «Азовсталь».
Продолжились обстрелы различных объектов на Украине. Был нанесён массированный ракетный удар по железнодорожной инфраструктуре, вызвавший длительные задержки более 40 поездов. Согласно заявлению Минобороны России, были уничтожены тяговые электроподстанции в районах железнодорожных станций Подборцы, Львов, Волонец, Тимково и Пятихатка, через которые шла переброска оружия западного производства для группировки украинских войск на Донбассе. Были нанесены ракетные удары по Киеву, Виннице, Львову, Днепру, Одессе. В результате обстрела погибло 10 рабочих Авдеевского коксохимического завода, завершивших смену. В Донецкой области за день погиб 21 мирный житель — больше жертв в течение одного дня было только после российского обстрела вокзала Краматорска. ООН оценила число погибших гражданских на 1 мая в 3153 человека, включая 226 детей, раненых — в 3316 (традиционно отметив, что реальное число жертв выше, поскольку данные приходят с задержкой). Причиной большей части смертей организация назвала применение неизбирательного вооружения, включая тяжёлую артиллерию, РСЗО, ракетные и авиаудары.
Папа римский рассказал о безуспешных попытках добиться встречи с Владимиром Путиным с середины марта. Понтифик также раскрыл подробности 40-минутного общения с патриархом РПЦ в Zoom: по словам главы Католической церкви, первую половину разговора Кирилл зачитывал с листа оправдания российского вторжения на Украину.

### 4 мая
Минобороны Великобритании сообщило о концентрации 22 батальонных групп ВС РФ под Изюмом и предположило, что целью дальнейшего наступления станут Краматорск и Северодонецк. Генштаб ВСУ подтвердил наращивание темпов российского наступления на востоке страны и отметил попытки российской армии развернуть наступление со стороны Херсона.
Продолжились обстрелы украинских городов. Был нанесён ракетный удар по автомобильно-железнодорожному Амурскому мосту через реку Днепр в одноимённом городе. Российские войска вели артиллерийский и миномётный огонь по Харькову. После украинского обстрела начался пожар на нефтебазе в Макеевке на территории самопровозглашённой ДНР.
В ходе российского обстрела на передовой погиб украинский журналист Александр Махов.
В Мариуполе российские военные продолжили атаки «Азовсталь» с применением авиации и артиллерии. Президент Владимир Зеленский обратился к генсеку ООН с просьбой о помощи в эвакуации раненых с территории завода. Советник главы МВД Украины Антон Геращенко заявил, что наступление российских войск на «Азовсталь» продвинулось благодаря предательству одного из сотрудников завода, который выдал противнику расположение выходов из подземных тоннелей комплекса.
На фоне новостей о возможной мобилизации в российских регионах начались поджоги военкоматов.
Представитель МИД РФ Мария Захарова заявила о неопровержимых доказательствах участия израильских военных в боевых действиях на стороне украинских «националистических батальонов». Издание «Проект» отметило исчезновение из российского пропаганды неологизма «денацификация». Как объяснили журналистам близкие к власти медиаменеджеры, политологи и социологи, он остался непонятным для целевой аудитории государственных и прогосударственных СМИ.
«Русская служба Би-би-си» сообщила о том, что командующий ЦВО ВС РФ Александр Лапин наградил своего сына, командующего 1-м гвардейским танковым полком Дениса Лапина «за мужество и отвагу» на фоне провального наступления на Сумы и Чернигов. Ранее, как отмечали журналисты, Лапин-младший был повышен в звании после того, как вверенные ему части понесли тяжёлые потери в первые дни войны.

### 5 мая
Генштаб ВСУ сообщил о продолжении российского наступления на востоке страны, успешных контратаках украинских войск на границе Николаевской и Херсонской областей, продолжении обороны «Азовстали», которая отвлекла на себя большую группировку российских войск. Минобороны РФ отчиталось о ракетных ударах по военным объектам в районе Кировограда, Николаев и Жовтнева. Украинская сторона озвучила свою оценку потерь российской армии на начало марта: 24,7 тысяч человек, более 1000 танков, сотни единиц другой боевой техники.

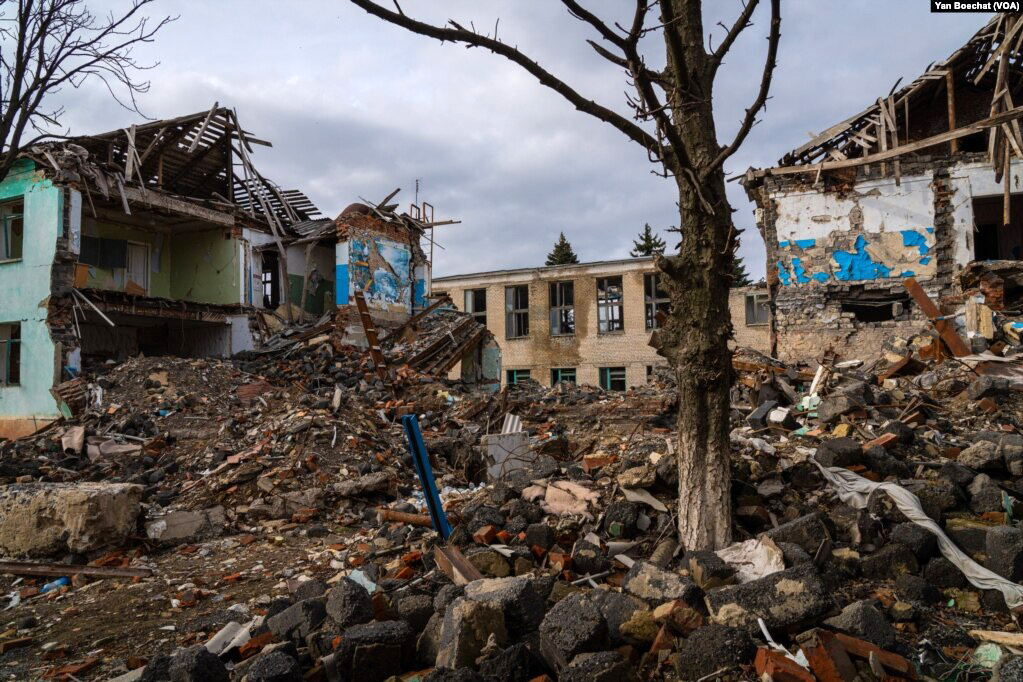
Профессиональный лицей в Северске после удара 5 мая

Продолжились обстрелы украинских городов в Донецкой и Луганской областях. Были обстреляны Северодонецк, Лисичанск, Горская и Попасная. В Краматорске под обстрел попали жилые дома, школа и детский сад, а днём ранее — Свято-Успенская Святогорская лавра. Во Львове ракетным ударом были уничтожены электрические подстанции, обеспечивающие железнодорожное сообщение, в Днепре — разрушен мост, по которому следовали составы.
The Moscow Times опубликовал информацию об учениях Балтийского флота, в ходе которых отрабатывались тактические ядерные удары по объектам в Европе. Агентство Reuters установило личности и места службы ряда российских солдат, участвовавших в оккупации Бучи, и возможно, массовых убийствах: это подразделение Росгвардии «Витязь», 76-я парашютно-десантная дивизия из Пскова и не менее трёх подразделений из Чечни.
«Медиазона» сообщила о рекордном увеличении доли секретных указов президента России: в марте 2022 года были засекречены 54 % указов, в апреле — 49 %. Владимир Путин принёс публичные извинения премьер-министру Израиля за антисемитские официальные заявления главы российского МИДа.
В ГСЧС Украины сообщили, что почти половина территории страны нуждается в разминировании. По оценке главы МВД, один день активных боевых действий требует около месяца работ по извлечению взрывчатых устройств, которые после тёплого сезона оказываются скрыты травой и тонким слоем земли. Таким образом, разминирование ранее оккупированной российской армией Киевской области потребуется около полутора лет.

### 6 мая

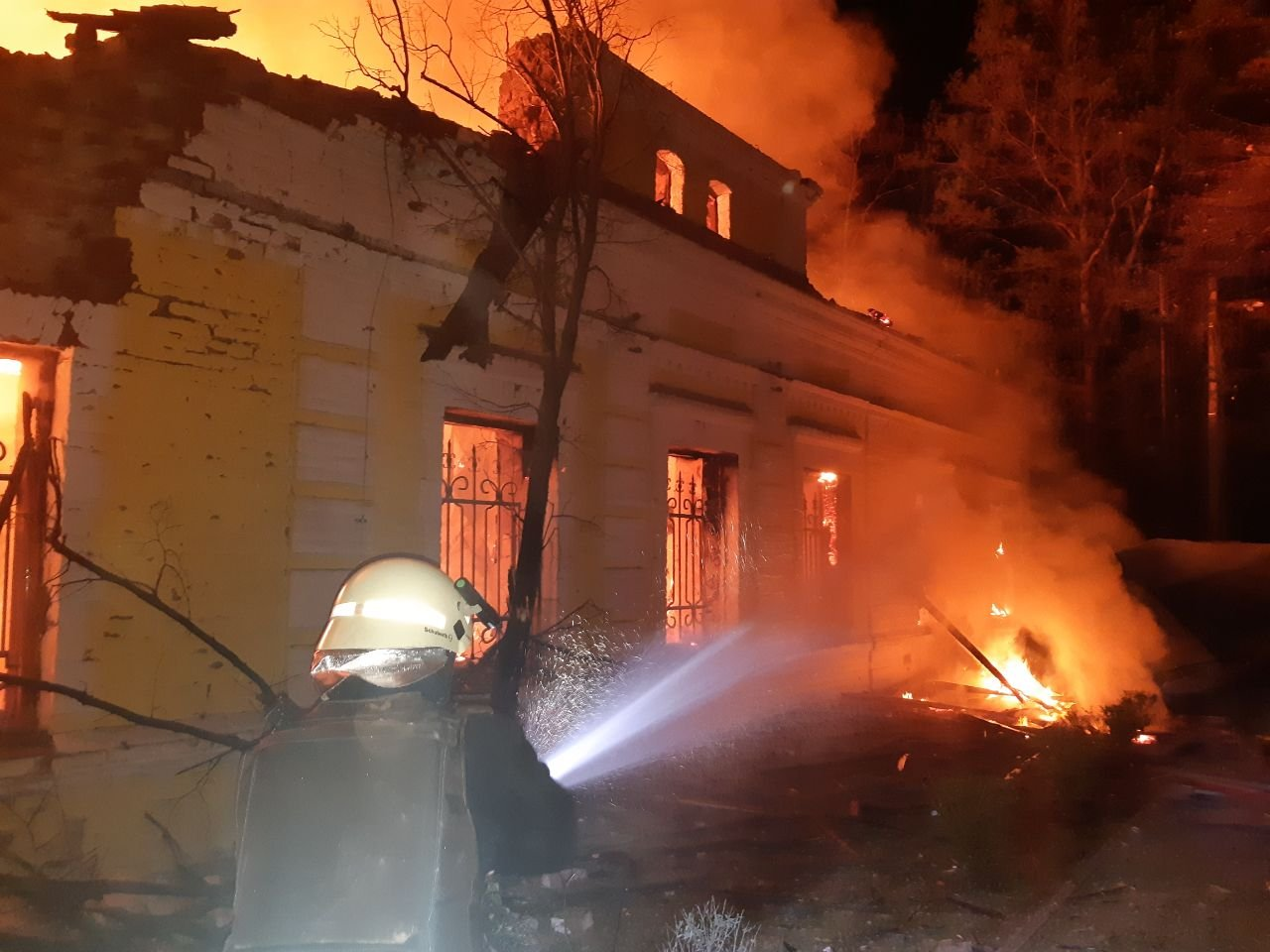
Музей Григория Сковороды после ракетного удара 6 мая

Генштаб ВСУ заявил о наращивании и перегруппировке российских сил на востоке страны, боях за Попасную, Рубежное, Воеводовку и Шандриголово, возвращении под контроль ВСУ пяти населённых пунктов в Харьковской области: Александровки, Фёдоровки, Украинки, Шестаково и Перемоги.
Британская разведка сообщила, что Россия продолжила штурм «Азовстали» несмотря на большое число мирных жителей, скрывающихся на её территории, и официальные заверения об отсутствии намерения атаковать завод. Форсированные попытки взять «Азовсталь» даже ценой значительных людских потерь, связывая большое число боеспособных подразделений, Великобритания связала с желанием Владимира Путина иметь какой-либо символический успех накануне празднования Дня Победы.
Продолжились обстрелы украинских городов. В Северодонецке под удар попало химическое предприятие «Азот», были повреждены 12 домов. Обстреляли Лисичанск, Ореховое, Горское и Попасную. После обстрела Одесской области в Одессе был введён комендантский час. Запорожская областная администрация заявила об обстреле села Каменское через которое проходит маршрут гуманитарного коридора из Мариуполя. Прямым попаданием российской ракеты был уничтожен музей Григория Сковороды в селе Сковородиновка Харьковской области.
Генсек ООН сообщил, что в рамках совместной с Красным Крестом миссии с «Азовстали», из Мариуполя и с прилегающих территорий было эвакуировано 500 человек.
Владимир Зеленский заявил, что с начала вторжения Россия выпустила по Украине более 2000 ракет и провела почти 2,7 тыс. авианалётов, в ходе которых были разрушены или повреждены почти 400 больниц, роддомов и амбулаторий. В результате, на оккупированных территориях фактически исчез доступ к медицинским услугам и лекарствам, вплоть до жизненно важных инсулина или антибиотиков.
Русская служба BBC на основе открытых источников достоверно установила личность 2120 российских военных (включая добровольцев), погибших в ходе вторжения. По данным BBC, вербовку активно вели как Минобороны, так и ЧВК «Вагнера». Около 20 % идентифицированных — офицеры в звании от младшего лейтенанта до генерала, около 20 % служили в ВДВ, большая часть —- выходцы из депрессивных регионов, в первую очередь, Бурятии и Дагестана.
Россия опубликовала статистические данные о пересечении границ россиянами за первые три месяца 2022 года: в Армению выехало в 3 раза больше людей чем годом ранее (134 тысячи человек), в Грузию — в 5 раз больше (38 тысяч), в Казахстан — в 2 раза (205 тысяч).

### 7 мая

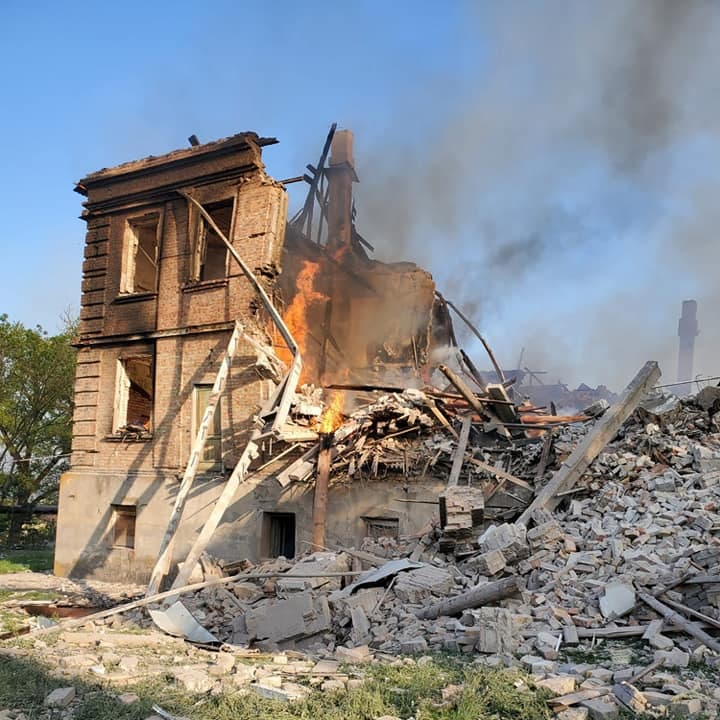
Школа в Белогоровке после обстрела

Согласно сводкам Генштаба ВСУ, продолжается контрнаступление украинских войск на Харьковском направлении. Для его замедления на подконтрольных России территориях было взорвано три моста. Украинские войска восстановили контроль над населённым пунктом Циркуны. Усилия России, по данным официальных украинских лиц, сосредоточены на Лимане и Северодонецке. Минобороны РФ отчиталось об авиаударах по аэродромам в Одессе, Арцизе и Вознесенске, а также целям в Луганской и Донецкой областях.
Продолжились обстрелы украинских городов. В Одессе ракеты «воздух-земля» попали в частное мебельное производство, повредив соседние дома. В Белогоровке Луганской области российская авиация разбомбила школу, в которой укрывались от обстрелов мирные жители. Из 90 человек, оказавшихся под завалами, могло погибнуть до 60 (на 8 мая подтверждена смерть двоих). В Донецкой области под удар попали Бахмут, Малотарановка, Дробышев и Лиман; в Луганской области — Попасная, Золотой, Северодонецк, Рубежное, Лисичанск; в Харьковской — Красноград, Золочев. В Сумской области российская авиация обстреляла Миропольскую и Хотинскую громады, пострадал военнослужащий.
Минобороны Великобритании подтвердило уничтожение по меньшей мере одного танка Т-90М — самого современного в российской армии. Главный редактор военного издания Softrep в интервью Newsweek оценил расходы России на вторжение в $900 млн в день.
Украинская сторона отчиталась об эвакуации с «Азовстали» всех женщин, детей и пожилых людей. В суд направлен первый обвинительный акт о ведении агрессивной войны: обвинения предъявлены командиру 2-го армейского корпуса Береговых войск Черноморского флота ВМС РФ генерал-майору Денису Лямину. «Медиазона» сообщила о подтверждённой гибели 2099 российских военных (Минобороны не публиковало статистику безвозвратных потерь с 25 марта).
США утвердили дополнительные $150 млн военной помощи Украине, доведя общую сумму до 3,8 млрд. Вице-спикер Государственной думы Пётр Толстой назвал российские войска на границе с Польшей условием завершения войны на Украине. В репетиции парада на Красной площади в Москве принял участие расчёт участников вторжения на Украину.

### 8 мая
Российские войска взяли город Попасная Луганской области, украинские войска отступили из города на подготовленные ранее укреплённые позиции. Генштаб ВСУ сообщил о продолжении наступления на Лиман, Северодонецк, Новомихайловку и Авдеевку на востоке Украины. Под Харьковом продолжилось контрнаступление ВСУ, были освобождены сёла Верхний Салтов, Замуловка, Байрак, Рубежное. По данным спутниковых снимков, Россия начала стягивать средства ПВО и РСЗО на север Крыма.
Минобороны Великобритании в ходе брифинга отметило непропорционально высокие потери среди высшего командного состава российских войск, что стало следствием неэффективной системы управления в российской армии и отсутствия опыта и знаний у среднего офицерского состава. Патриарх Московский Кирилл в ходе литургии призвал паству консолидировать материальные и духовные силы, чтобы предотвратить «посягательства на священные рубежи Отечества».

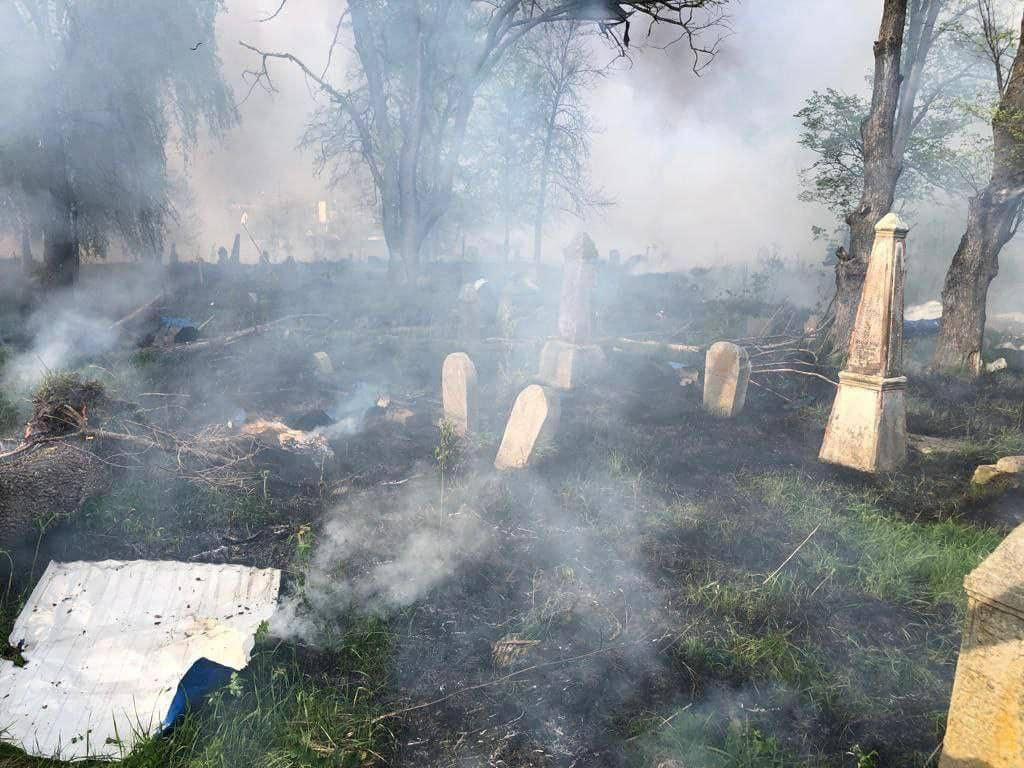
Еврейское кладбище в Глухове после обстрела 8 мая

Продолжились обстрелы украинских населённых пунктов. В Голой Пристани в Херсонской области разрушены жилые дома, повреждена газовая магистраль, из-за уничтожения фильтровальной станции Попаснянского водоканала без воды остались около 1 млн человек в Луганской области. В Одессе три ракеты попали в здания на морской набережной.
По состоянию на 8 мая против России (физических и юридических лиц) было введено рекордное число санкций — 10128. Великобритания выделила 1,3 млрд фунтов военной помощи Украине. Лидеры G7 провели онлайн-встречу с Зеленским. На Украину с визитами прибыли председатель Бундестага Бербель Бас, премьер-министр Хорватии Андрей Пленкович, первая леди США Джилл Байден и премьер-министр Канады Джастин Трюдо.
Владимир Зеленский вручил государственную награду псу Патрону, который в составе отряда сапёров участвует в обезвреживании мин, оставленных российскими военными на ранее оккупированной территории.

### 9 мая
Генштаб ВСУ сообщил о концентрации российских сил на Слобожанском и Донецком направлениях с целью взятия Рубежного и Попасной и создания благоприятных условий для наступления на Северск, Славянск, Лисичанск и Авдеевку. Минобороны России отчиталось об отражении атак на остров Змеиный.
Минобороны Великобритании связало неизбирательность российских обстрелов и большое число жертв среди мирного населения с истощением запасов современного вооружения в арсенале российских войск. Минобороны США сообщило о проблемах с дисциплиной и боевым духом среди российских офицеров среднего звена и случаях отказа последних выполнять приказы старших офицеров. Также Пентагон указал на многочисленные факты насильственного вывоза украинцев в Россию через сеть фильтрационных лагерей. ООН подтвердило гибель 3381 мирного жителя, включая 235 детей.
В ряде российских городов, включая Екатеринбург и Новосибирск, в военных парадах приняли участие военнослужащие и техника с милитаристским символом Z. В захваченном Мариуполе в ходе празднования Дня Победы развернули, как утверждали организаторы, самую большую георгиевскую ленту в мире площадью 2,1 тыс. м². В пгт Макаров в Киевской области нашли очередное захоронение гражданских лиц, убитых российскими военными во время оккупации.
Руководители нескольких отделов издания Lenta.Ru в рамках антивоенной акции разместили на главной страницы сайта статьи с критикой российских властей и призывами остановить войну. Был взломан встроенный плеер телевизоров Smart TV, неизвестные добавили в описания программ и телеканалов антивоенные надписи. Хакерской атаке подвергся российский видеохостинг RuTube.

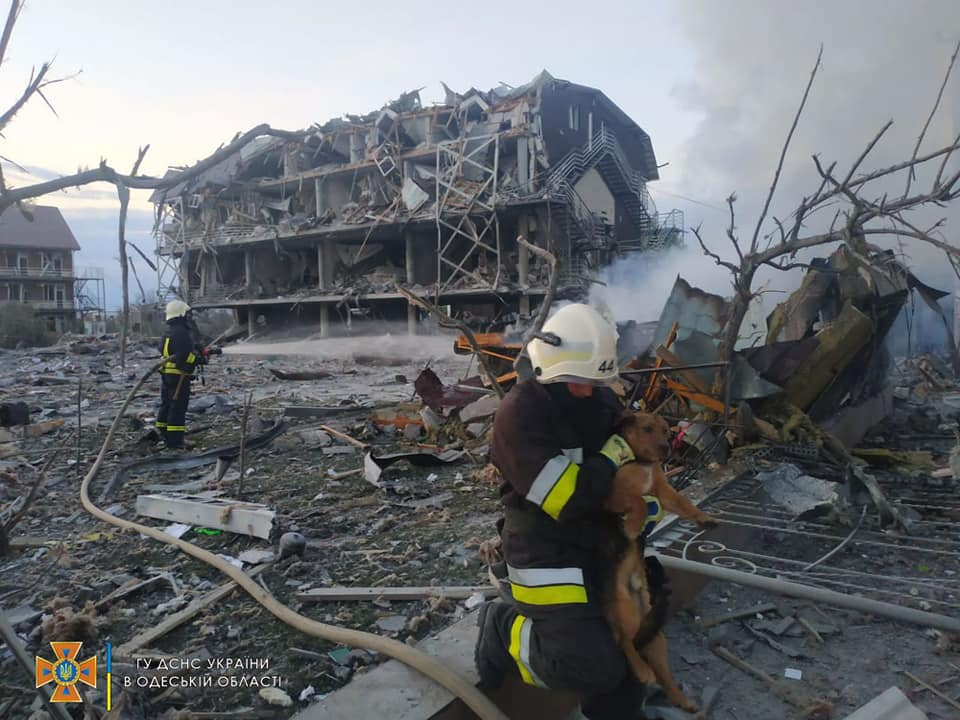
База отдыха в Одесской области после обстрела 9 мая

Одесса во время визита главы Европейского Совета Шарля Мишеля подверглась ракетным ударам. Его встреча с премьер-министром Украины Денисом Шмигалем частично прошла в бомбоубежище. Посла России в Польше облили красной краской, когда тот пытался возложить цветы на кладбище советских солдат. Сенат США одобрил поставки вооружения Украине по программе ленд-лиза (в годы Второй Мировой войны помощь Соединённых Штатов союзникам стала одним из факторов, значительно повлиявших на ход конфликта).

### 10 мая
В регулярном отчёте британская разведка отметила, что планировании российского вторжения велось по оптимистичному сценарию, а сопротивление украинцев было недооценено. Это привело к серьёзным ошибкам, непомерным потерям и ослаблению наступления.
Украинская сторона заявила об освобождении н.п. Черкасские Тишки, Русские Тишки и Байрак в Харьковской области, боях за Рубежное и наступлении России на Нижнее, Тошковку и Орехово в Луганской области, на Марьинку, Каменку и Новомихайловку — в Донецкой области.
Продолжились обстрелы украинских городов и инфраструктуры. В Одесской области Россия в четвёртый раз нанесла ракетный удар по мосту через Днестровский Лиман. В Донецкой области под атаку попал скит в честь святителя Иоанна Шанхайского в Адамовке под Славянском. Из-за повреждения магистрального газопровода Северодонецк остался без газа.
Украинская разведка заявила о массовом хищении российскими военными и контрабанде украинского зерна и овощей по суше и морю. Газотранспортный оператор страны прекратил транзит через станции, расположенные на оккупированных территориях Луганской области. ВОЗ привёл оценку в 3000 погибших от хронических заболеваний из-за разрушения медучреждений и нарушения логистики лекарств.
Сейм Литвы признал действия российских военных против населения Украины геноцидом и единогласно объявил Россию террористическим государством. Министр иностранных дел Германии Анналена Бербок посетила Бучу. Минфин РФ оценил спад в экономике по итогам года в 12 %, что станет крупнейшим кризисом с 1994 года и на десятилетие отбросит страну назад в развитии.

### 11 мая

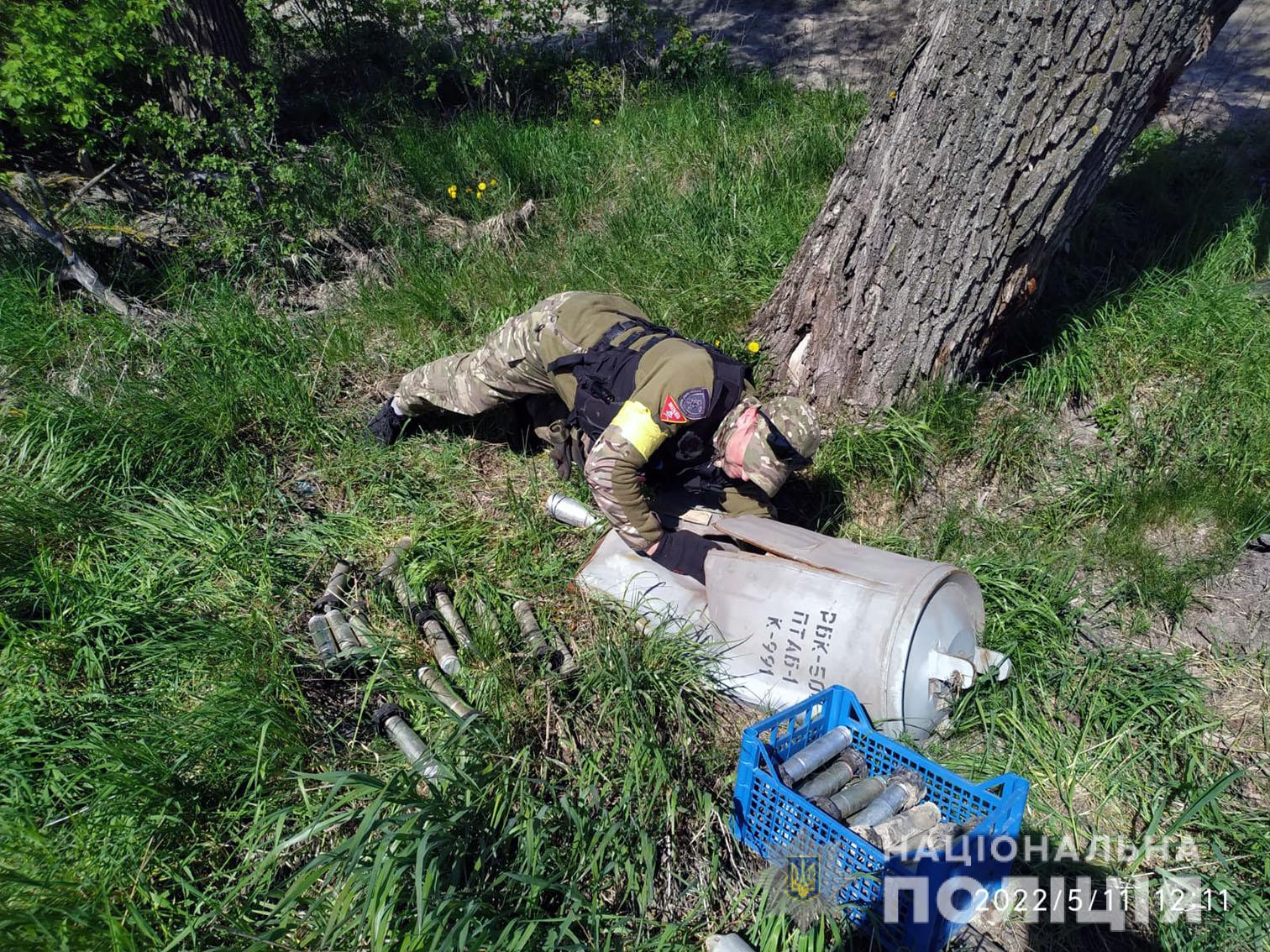
Обезвреживание кассетной бомбы РБК-500 в Черниговской области

Генштаб ВСУ сообщил о боях за Рубежное, наступлении России на Бахмут, Авдеевку и Курахово, позиционные бои в районе Изюма. Британская разведка сообщила о продолжающемся противостоянии за остров Змеиный. На Харьковском направлении силы ВСУ приблизились с границе России.
В ходе операции по уничтожению российских российских понтонных переправ через Северский Донец рядом с Северодонецком ВСУ нанесли российской армии крупнейшее поражение с начала войны. Россия потеряла 400 человек убитыми, 80 единиц боевой техники.
Продолжились обстрелы украинских городов. Беспорядочным ракетным обстрелам подверглась Камышеваха и Орехов в Запорожской области[нужна атрибуция мнения]. Местные власти сообщили о взрывах в Николаеве и пригороде Харькова. ВСУ заявили, что артиллерия ВС РФ была размещена в городских кварталах Херсона. В Белгородской области России снаряд упал в селе Солохи, местные власти начали эвакуацию.
Глава национальной разведки США в докладе перед Конгрессом оценила войну как потенциально затяжную, отметив, что в краткосрочной перспективе США не видит жизнеспособного переговорного пути. Конгресс одобрил $40 млрд военной, экономической и гуманитарной помощи Украине.
Офис Генпрокурора Украины заявил о хищении российскими военными коллекции скифского золота из Мелитопольского краеведческого музея. В суд были направлены обвинения в отношении сержанта ВС РФ Вадима Шишимарина, убившего безоружного мирного жителя в Сумской области. Нацгвардия Украины раскрыла потери с начала войны: 501 погибший, 1697 раненых.
В десятках российских городов прошёл патриотический марафон «Za Россию», на который по линии государственного бюджета были выделены почти 100 млн рублей. В нём приняли участие группа Сергея Галанина, «Пилот», «Ва-банкъ», Uma2rman, Дмитрий Певцов, Николай Басков. Исследование рекламной группы GroupM показало, что за два месяца доверие россиян к телевидению снизилось на треть.
Российское Минобороны официально обвинило Pfizer, Moderna, Merck&Co и Gilead в участии в «разработке американского биологического оружия» на Украине. Илон Маск рассказал о российских хакерских атаках на инфраструктуру Starlink.
Сенат Чехии признал преступления российской армии геноцидом украинского народа. Болгария договорилась о поставках газа из США.

### 12 мая
В первой половине мая линия столкновения на востоке Украины стабилизировалась вдоль Северского Донца. ВСУ успешно наступали на севере и северо-западе от Харькова, вышли к границе с Белгородской областью в районе Терновой и вернули Старый Салтов. ВС РФ не смогли продвинуться к Барвенково, но взяли Ямполь. Обе стороны конфликта пытались форсировать реку на разных участках, но отступали под артиллерийским огнём. При этом у России сохранялось преимущество в количестве орудий, у Украины — в эффективности разведки и наведения за счёт БПЛА и защищённой спутниковой связи Starlink.
Продолжились обстрелы населённых пунктов Украины. В Кременчуге в Полтавской области 12 ракет попали в инфраструктурные объекты, большая часть из них — в крупнейший на Украине НПЗ, в результате чего на нём возник пожар. В Новгороде-Северском в Черниговской области ВС РФ нанесли ракетные удары по школе, интернату и ряду административных и частных зданий (Минобороны России заявило об атаке на легитимные военные цели). По Камышевахе в Запорожской области было выпущено около 15 ракет. Обстрелам подверглись Сумская и Харьковская области, город Николаев.
The Wall Street Journal выпустил материал о семикилометровой «дороге смерти» в Киевской области, где были обнаружены тела 37 гражданских. Как выяснило издание, российские солдаты обстреливали её из миномётов. CNN опубликовал кадры убийства россиянами двух гражданских под Киевом во время оккупации. «Радио Свобода» привело подтверждения значительного увеличения площадей массовых захоронений вокруг Мариуполя.
Совет по правам человека ООН большинством голосов поддержал резолюцию о расследовании предполагаемых военных преступлений России в ранее оккупированных районах Украины. Организация оценила число беженцев из Украины в 6 млн человек (включая 700 тыс. в Россию). «Медуза» выпустила расследование о российских фильтрационных лагерях для украинцев, эвакуированных с оккупированных территорий.
Washington Post опубликовал статью об ограничениях обмена разведданными между США и Украиной. Так, США не передавали украинской стороне сведения, которые помогли бы убить представителей высшего российского руководства (таких как Сергей Шойгу или Валерий Герасимов) или наносить удары по целям на территории России. Запмпостпреда РФ при ООН Дмитрий Полянский в интервью британскому изданию UnHerd заявил, что Россия будет рассматривать подразделения НАТО на территории Финляндии или Швеции как потенциальные цели для атаки.
Министр торговли США Джина Раймондо рассказала о микросхемах от посудомоечных машин и холодильников, обнаруженных в российских танках на Украине. Она связала это с ограничениями на экспорт в Россию высокотехнологичной продукции.
«Медуза» выпустила расследование о планах переименования улиц в российских городах в честь военных и политиков из ЛНР и ДНР. Так в Брянске, Грозном, Курске, Пензе, Южно-Сахалинске, Якутске и других городах улицы планировалось назвать в честь Александра Захарченко, в Ростове-на-Дону, Владивостоке, Майкопе — в память Владимира Жоги, в Омске и Кызыле появятся улицы, посвящённые обоим. Как выяснило издание, эта инициатива была разработана в администрации президента России, чтобы подготовить общественное мнение к присоединению ДНР и ЛНР к РФ.

### 13 мая
По анализам ISW, украинская армия одерживала победу в битве за Харьков: линия боёв вплотную приблизилась к российской границе на западном берегу Северского Донца в Харьковской области. Генштаб ВСУ сообщил, что в течение суток ВС РФ пытались установить контроль над Рубежным и закрепиться к северу от Лимана, а также провели неудачное наступление к югу от Северодонецка. Минобороны России отчитался об атаке на НПЗ в Кременчуге и военного склада в Шебелинке Харьковской области.
Телекомпания CNN со ссылкой на многочисленные сообщения заявила, что украинские войска покинули город Рубежное Луганской области.
Минобороны Великобритании отметило, что усилия России сосредоточены на наступлении на Славянск и Краматорск, а также связало крайне рискованные попытки форсирования Северского Донца с политическим давлением на российское военное командование. Были взорваны три моста, имеющие ключевое значение как для снабжения российских войск, так и для украинского контрнаступления. Ни одна из сторон конфликта не взяла на себя ответственность за подрыв переправ.

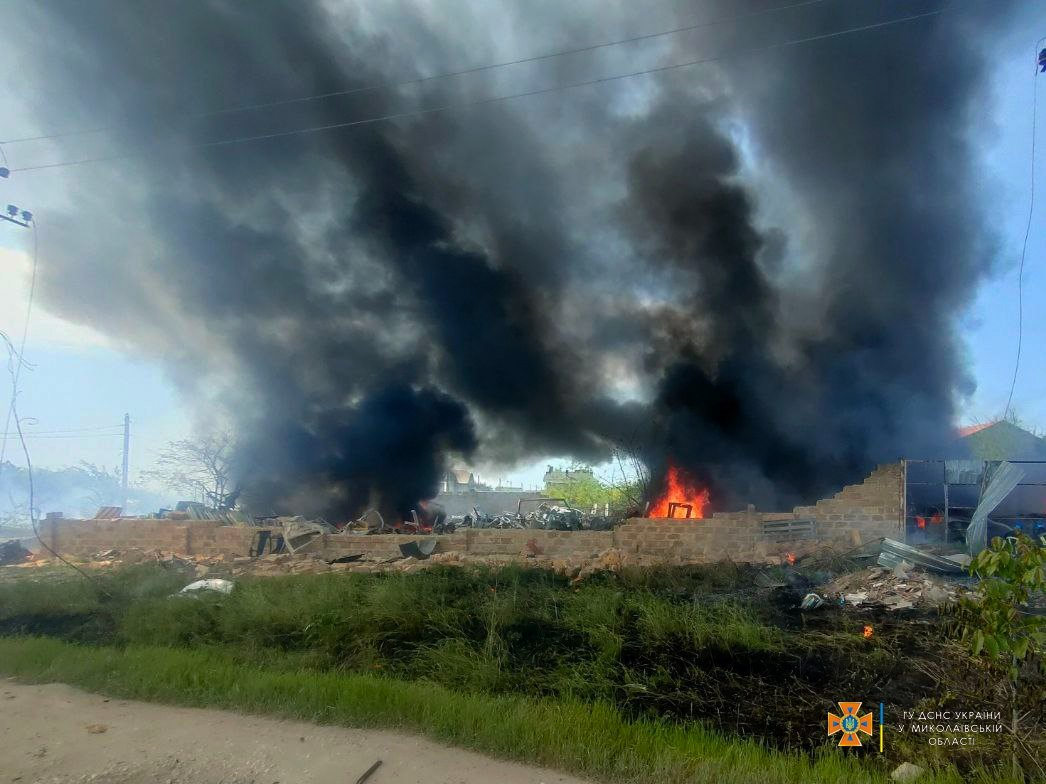
Результаты обстрела Николаева

Продолжились обстрелы населённых пунктов Украины. Луганскую область обстреляли более 30 раз. В Северодонецке были разрушены 7 многоэтажных домов, в Лисичанске — один. В Попаснянской и Горной громадах, где вели наступление российские войска, уничтожено более 50 домов. В Одессе от ракетного удара пострадал Воронцовский дворец — памятник архитектуры XIX века.
Великобритания внесла в санкционный список родственников Владимира Путина и Алину Кабаеву. Российский МИД рекомендовал россиянам воздержаться от поездок в Соединённое Королевство. Премьер-министр Польши призвал к борьбе с идеологией «русского мира», которая стала обоснованием посягательств России и оправданием войны. Глава продовольственной программы ООН призван Путина разблокировать украинские порты для транспортировки зерна, которой с начала войны препятствовал российский флот.
Министр обороны Украины Алексей Резников сообщил о планах мобилизации до 1 млн человек на фоне перехода войны в затяжную фазу. Генпрокуратура Украины сообщила о расследовании 11239 предполагаемых военных преступлений российских солдат, над которым работает около 8000 прокуроров.

### 14 мая

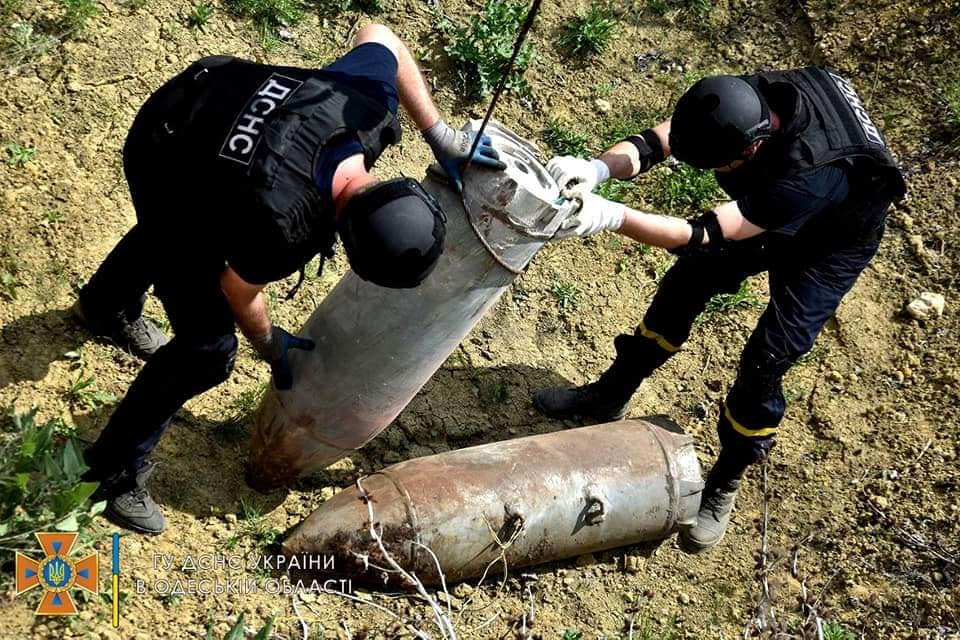
Обезвреживание неразорвавшихся авиабомб ФАБ-500 в Одесском районе

Аналитики Института по изучению войны пришли к выводу, что Россия потерпела поражение под Харьковом и была вынуждена покинуть позиции вокруг города. Генштаб ВСУ сообщил о боевых действиях на Донецком, Луганском и Слобожанском направлениях. Разведка Великобритании заявила, что только в Херсоне России удалось навязать лояльное оккупационное руководство, что пока что свидетельствует о провале вероятного первоначального плана по включению захваченных территорий в состав РФ через квазилегитимные процедуры.
Журналисты обратили внимание на исчезновение командующего Черноморским флотом России адмирала Игоря Осипова: тот не появлялся на публике с 14 апреля, когда Украина потопила флагман Черноморского флота — ракетный крейсер «Москва». «ОВД-Инфо» подсчитало, что с начала вторжения в России был заведено 2000 административных дел за высказывания о войне, не соответствующие официальной позиции российских властей.
Киев посетила делегация Сената США. Министры иностранных дел стран G7 публично пообещали оказывать военную помощь Украине и усиливать санкционное давление на Россию так долго, как это потребуется. Глава МИД Германии Анналена Бербок заявила, что российские власти намеренно провоцируют продовольственный кризис.

### 15 мая
Минобороны Великобритании отметило падение темпа российского наступления на востоке Украины. По оценке ведомства, ВС РФ понесли большие потери, но не смогли добиться заметных успехов. Критическим для положения российских войск может стать потеря дефицитных переправочно-мостовых средств и БПЛА. Генштаб ВСУ сообщил о продолжении боевых действий на основных направлениях на Донбассе.
Россия нанесла ракетный удар по военному объекту в Яворовском районе Львовской области в 15 км от границы с Польшей. По данным властей Украины, объект был полностью уничтожен.
В Харьковской области обстрелам подверглись населённые пункты в Чугуевском и Первомайском районах, в ходе ударов по Северодонецку снаряды попали в больницу, техникум, жилые дома и химический завод «Азот». Украинский спецназ взорвал железнодорожные мосты на линии между Северодонецком и Рубежным, чтобы нарушить логистику российских войск.
Генпрокуратура Украины начала расследование по факту применения российскими войсками в Мариуполе зажигательных боеприпасов с термитными шарами, запрещённых нормами международного гуманитарного права. Уполномоченный по правам человека на Украине заявила о том, что с начала вторжения в стране было разрушено 616 медицинских учреждений.

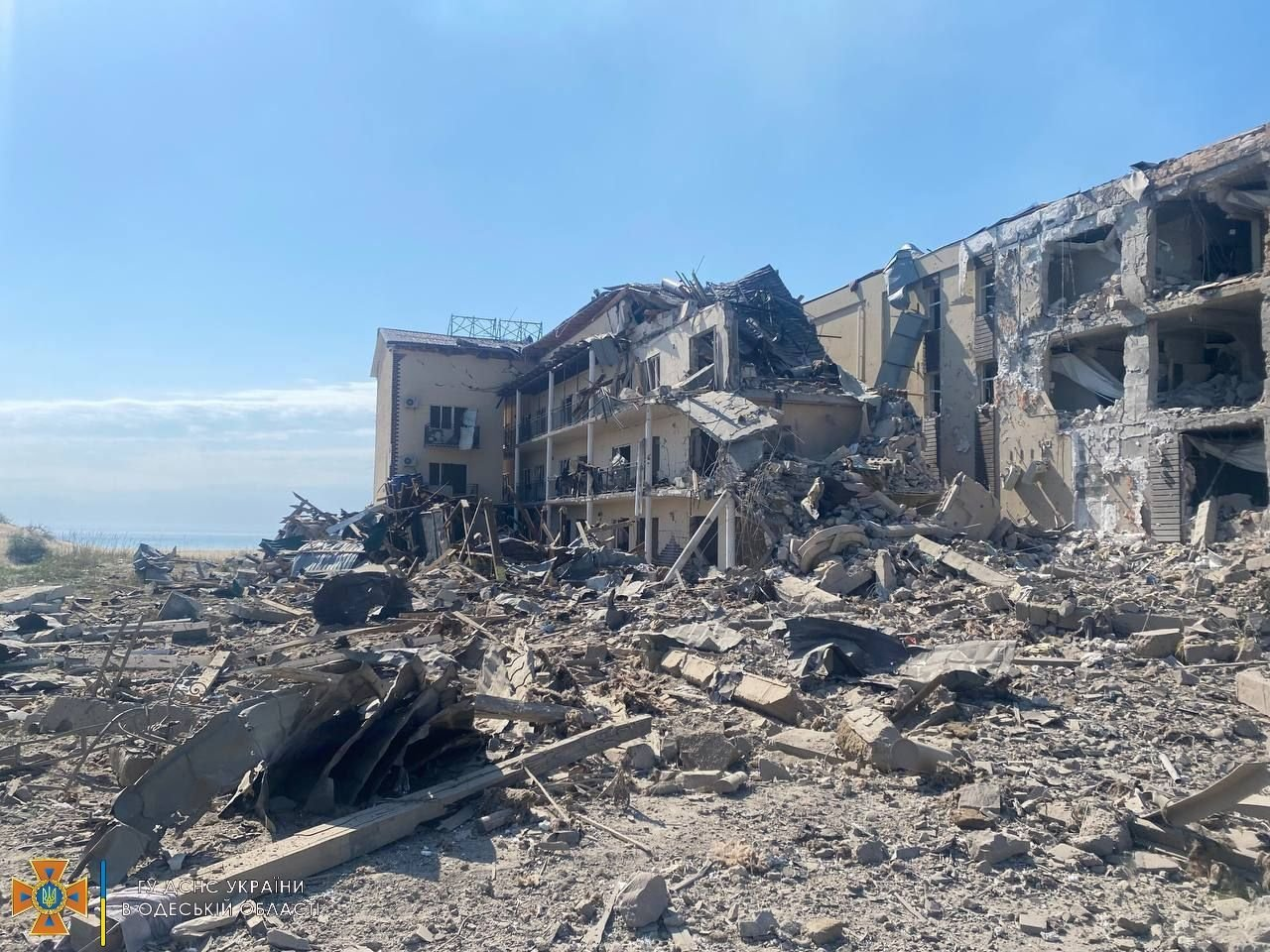
Разрушенный отель в Затоке, Одесская область

### 16 мая
По данным Генштаба ВСУ, продолжились российское наступление на Донецком направлении и украинское контрнаступление к северу от Харькова. Россия усилила контроль границы в Брянской и Курской областях. Минобороны Великобритании посвятило брифинг участию Белоруссии в конфликте: позволяя России наносить ракетные удары по Украине со своей территории, Минск избегает прямого участия в войне — в том числе по внутриполитическим причинам.
Владимир Зеленский назначил Игоря Танцюру командующим силами территориальной обороны — ранее тот служил заместителем командующего сухопутными силами ВСУ.
Продолжились обстрелы украинских городов. Пострадали Николаев, города Луганской области. В Одессе ракетный удар повредил туристические объекты. В оккупированной Херсонской области продолжает усиливаться гуманитарный кризис.
После обращений жён и матерей мобилизованных жителей ДНР с аналогичными требованиями (вернуть их мужей и сыновей, служивших в подразделениях, разбитых ВСУ в Харьковской области) выступили женщины из ЛНР. Спустя месяц после потопления Украиной ракетного крейсера «Москва» российские власти продолжают отрицать гибель матросов.
Спустя 82 дней осады Мариуполя Россия и Украина достигли договорённости о вывозе раненых военнослужащих с «Азовстали». По заявлению ВСУ, в течение дня 211 человек были доставлены в Оленовку, 53 тяжелораненых — в госпиталь в Новоазовске. Как утверждалось, в дальнейшем их планировалось обменять на российских военнопленных. Со словам благодарности в адрес украинских военных, разведчиков и дипломатов, ООН и МКК выступил президент Владимир Зеленский.

### 17 мая

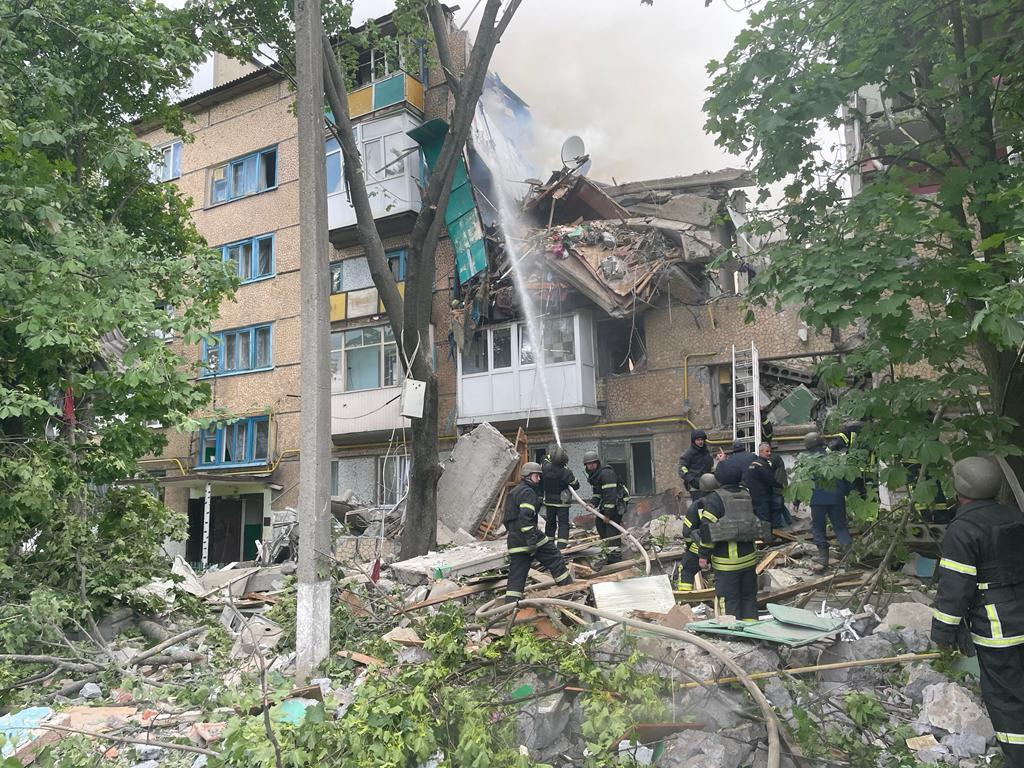
Дом в Бахмуте после ракетного удара

Генштаб Украины сообщил о продолжении противостояния на Донбассе, боях возле Дробышево, Сиротино, Вискривы, Каменки и Угледара. Россия нанесла ракетный удар по военному объекту в Львовской области возле польской границы, украинская сторона заявила об успешном перехвате ракет, Минобороны России — о поражении целей. Украинские власти заявили об обстрелах Белгород-Днестровского района Одесской области и Ахтырки в Сумской области, где были повреждены склады, жилые дома, детский сад и церковь. Россия обвинила Украину в обстрелах сёл Безымено и Алексеевка и сахарного завода в Тёткино.
Российские войска осуществили ракетный удар по посёлку Десна Черниговской области. По данным Минобороны России, удар был нанесён по учебному центру «Десна» Сухопутных войск ВСУ. По словам президента Украины Владимира Зеленского, погибли 87 человек, при этом он не уточнил, были ли они военными или гражданскими.
Минобороны Великобритании связало намеренное использование Россией массированных артобстрелов с минимальным учётом избирательности и соразмерности ущерба с ограниченными возможностями захвата целей и нежеланием рисковать авиацией в операциях за линией фронта. The Guardian со ссылкой на военные источники заявил о вовлечённости Владимира Путина в принятие тактических решений на уровне полковника или бригадного генерала.
В Бучанском районе было обнаружено захоронение 3 гражданских, включая гражданина Чехии, убитых выстрелами в голову и живот. BBC выпустил расследование о детском лагере «Лучистый», где российские военные во время оккупации удерживали, пытали и расстреливали мирных жителей. Было обнаружено подтверждение присутствия там солдат из подразделения 6720 из Рубцовска, Алтайский край, известность которому принесли видеозаписи, на которых военнослужащие отправляли из Белоруссии огромные посылки с вещами, награбленными в украинских домах. Международный уголовный суд направил на Украину группу из 42 человек для расследования военных преступлений — крупнейшую с моменту его создания.
В ходе обсуждения ситуации на «Азовстали» в Госдуме РФ депутат Анатолий Вассерман предложил ввести запрет на обмен «нацистских преступников», под которыми подразумевались защитники «Азовстали». Инициативу поддержал спикер нижней палаты Вячеслав Володин, а врио председателя партии ЛДПР Леонид Слуцкий предложил снять мораторий и провести показательную казнь военнопленных. Ранее депутат Верховной рады и участник переговоров по «Азовстали» Кира Рудик рассказала, что украинские власти дали согласие на сдачу комбината только после гарантий безопасности военнопленных со стороны ООН и МКК.
Российские поэты, участвовавшие в провоенном марафоне «Zа Россию», пожаловались на обман со стороны организаторов: их реальные гонорары оказались на порядок меньше указанных в сметах, опубликованных журналистами. The Moscow Times со ссылкой на данные Минфина России оценил расходы на один день войны в 21 млрд рублей, что сравнимо с годовым бюджетом Республики Калмыкия или Еврейской автономной области.
Госдума РФ обсудила возможную отмену губернаторских и муниципальных выборов 11 сентября 2022 года. Инициаторы обсуждения заявили, что это необходимо, чтобы сплотиться и поддержать Владимира Путина во время войны против Украины.

### 18 мая

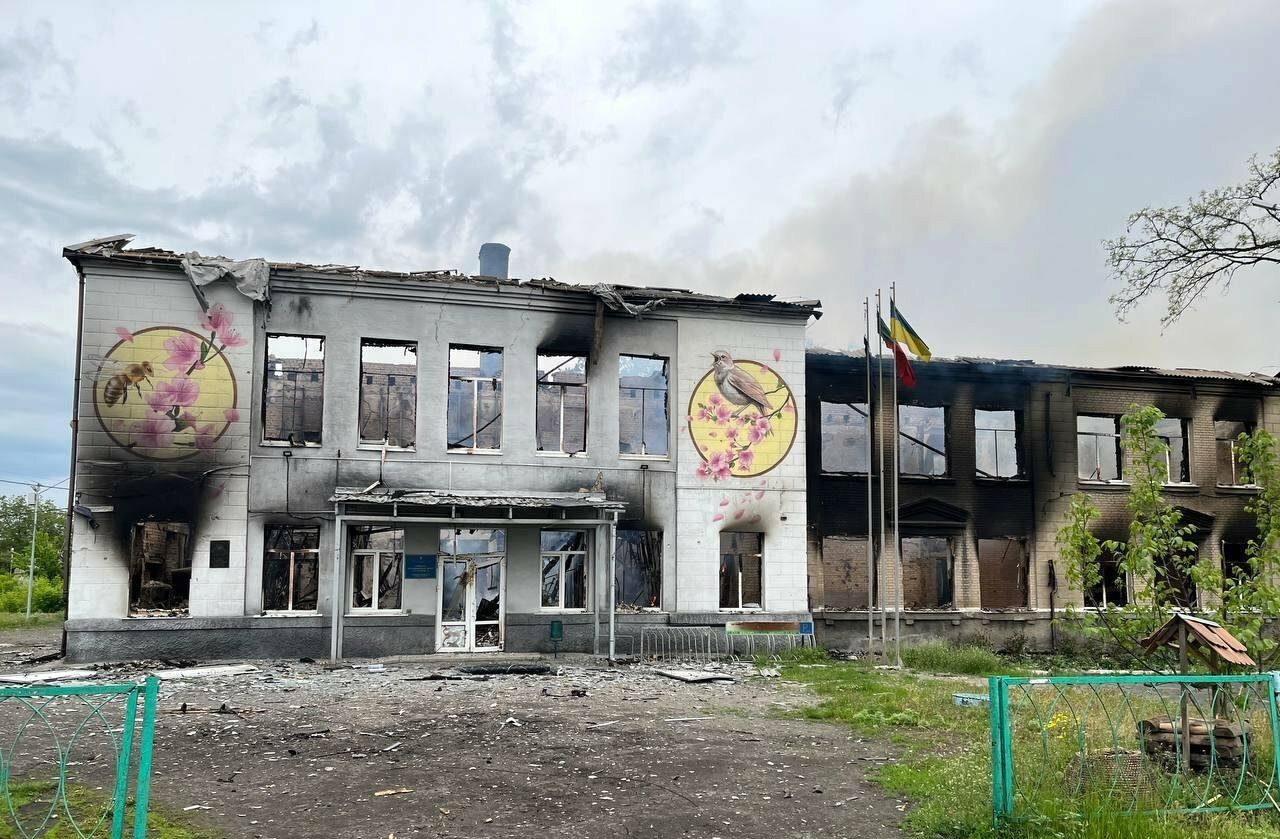
Школа в Авдеевке после российского обстрела.

По информации Генштаба ВСУ, на 18 мая российская армия сосредоточилась на обстрелах позиций ВСУ в Донецком операционном районе на Славянском направлении и удержании ранее занятых рубежей на других участках линии соприкосновения. Институт по изучению войны отметил, что целью России в регионе является Северодонецк, захват которого призван сгладить критику общего хода военной кампании. Под Харьковом ВСУ ведут контрнаступление на Волчанск — важный узел снабжения группировки российских войск в районе Изюма.
18 мая российские войска прорвали позиции украинских войск к западу от города Попасная.
Продолжились обстрелы украинских городов. Пострадали жилые дома и гражданская инфраструктура в Днепре, Харькове, Николаеве, Одесской и Сумской областях. Из-за повреждения последней мощной электроподстанции под Лисичанском подконтрольная Украине часть Луганской области осталась без света.
Минобороны России сообщило о 694 сдавшихся в плен защитниках «Азовстали» (всего с 16 марта — 959). Российский сенатор Андрей Клишас призвал судить бойцов украинского батальона «Азов» в ЛНР и ДНР, поскольку на их территории не действуют Конституция России и запрет на применение смертной казни. По информации местных СМИ, часть военнопленных была доставлена в СИЗО Ростова-на-Дону и Таганрога (СИЗО-2).
Госдеп США объявил о начале программы по сбору и анализу доказательств военных преступлений России на Украине. Human Rights Watch сообщил о 22 задокументированных ими внесудебных казнях, девяти убийствах, семи случаях пыток и шести исчезновений мирных жителей в период российской оккупации Киевской и Черниговской областей. Российский военнослужащий Вадим Шимарин, представший перед судом по обвинению в убийстве мирного жителя, признал вину.
Комитет Верховной Рады по экономическому развитию заявил, что Россия похитила из оккупированных районов Украины около 400 тыс. тонн зерна. Также в Раде заявили, что Россия намеренно бомбит зернохранилища и блокирует экспорт зерна через украинские порты — около 90 млн тонн, готовых к отправке.

### 19 мая
Российские войска отбили село Рубежное на севере Харьковской области.
Генштаб ВСУ сообщил о продолжении боёв на Донецком и Луганском направлениях, под Харьковом и на Славянском направлении в районе Большой Камышевахи. По заявлениям ведомства, украинская армия успешно отразила наступление на Северодонецком, Бахмутском, Кураховском и Авдеевском направлениях. По информации Института изучения войны, не имело успеха наступление ВС РФ к югу от Изюма. Несмотря на сдачу в плен большого числа защитников «Азовстали» российские войска продолжили артобстрелы и авиаудары по территории завода.
Продолжились обстрелы населённых пунктов Украины. Пострадали населённые пункты в Харьковской, Черниговской и Сумской областях. В Донецкой области погибло 10 человек, были повреждены жилые дома, 2 школы и детский сад в 10 населённых пунктах. В самом Северодонецке в результате обстрела жилых кварталов погибли 12 человек, получили ранения более 40. Власти Курской области сообщили о гибели одного человека в ходе обстрела спиртзавода в Тёткино, миномётных обстрелах Дроновки и Алексеевки.
Минобороны Великобритании в ходе брифинга отметило, что Владимир Путин отправил в отставку сразу нескольких военачальников, которые не смогли добиться результатов в первые месяцы войны, в том числе генерал-лейтенанта Сергея Киселя и вице-адмирала Игоря Осипова. По оценке ведомства, санкции в отношении высших чинов могут негативно сказаться на настроениях среди высших офицеров и привести к перекладыванию ответственности за решения, а в конечном счёте — к потере инициативы в войне.
ОВД-Инфо сообщило о почти 2000 административных дел и первом уголовном по статьям о распространении информации о действиях российской армии, не соответствующей официальной позиции российских властей. The Moscow Times получил от военнослужащих нескольких частей информацию о том, что российские военные вынуждены за свой счёт покупать аптечки, бронежилеты и другое снаряжение для отправки на Украину.

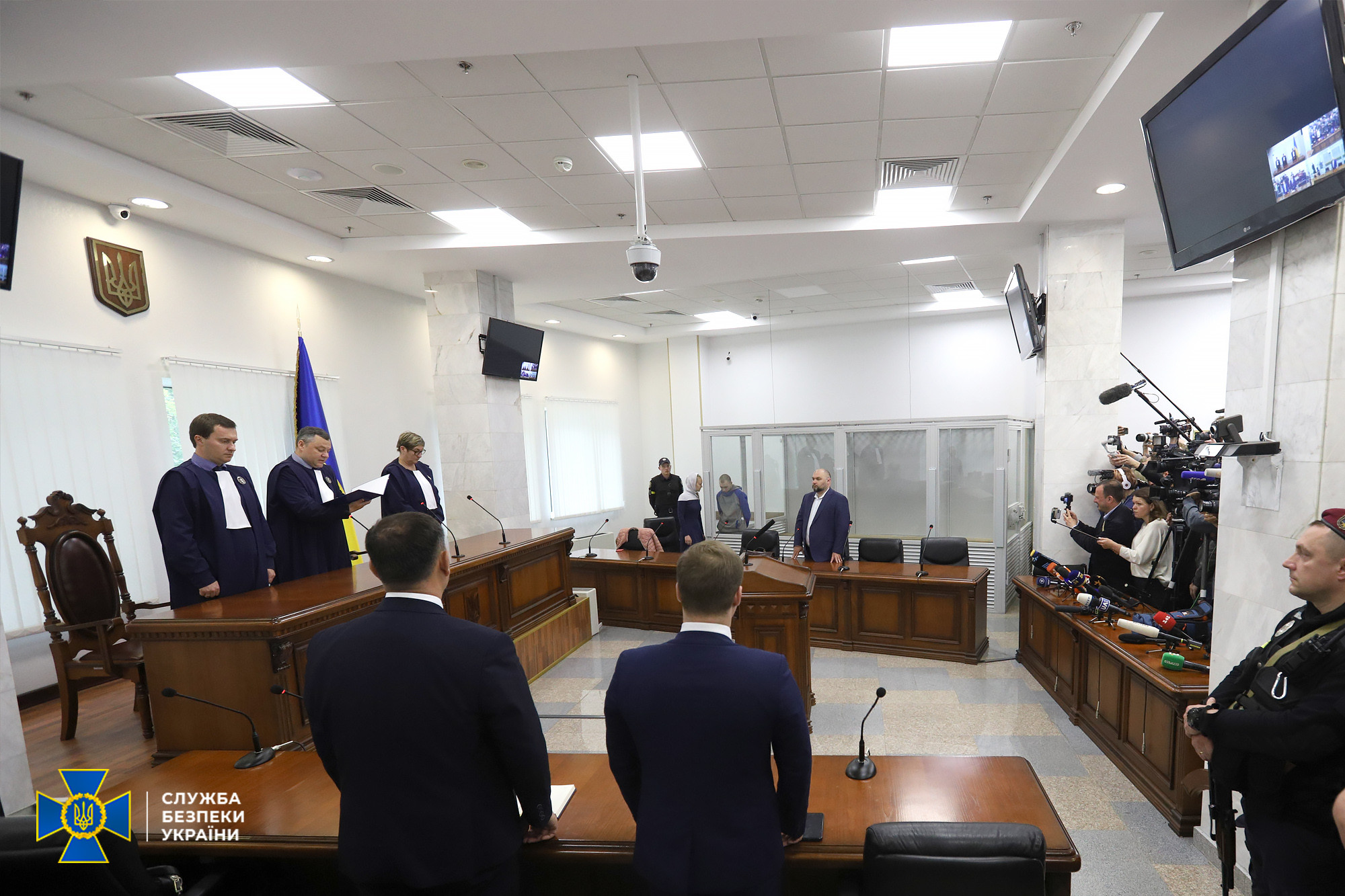
Суд над Вадимом Шишимариным

В ходе суда пленный российский сержант Вадим Шишимарин признал вину в убийстве 62-летнего мирного жителя, в которого он выстрелил, чтобы от него «отстал» незнакомый офицер. Начался процесс над экипажем российского «Града», который 24 февраля обстрелял населённые пункты Харьковской области, разрушив гражданские объекты, жилые дома и лицей. Один из обвиняемых признал, что просто выполнял приказы командира, выполняя наводку по переданным координатам, не знал, по каким целям ведётся огонь и не видел результатов своих действий.
Замглавы администрации президента России Сергей Кириенко в ходе выступления на марафоне «Новые горизонты», заявил, что к началу войны Владимира Путина подтолкнули его морально-нравственные принципы. В российских школах прошла викторина о «многовековой борьбе России с иноземными захватчиками». В методических материалах учителям предлагалось рассказать школьникам о «внешних угрозах» и «агрессивном блоке НАТО», который, «поправ все международные договоренности», вплотную приблизился к границам России, «угрожая самому существованию» страны.

### 20 мая
Российские войска активизировали усилия по прорыву украинской обороны в районе Попасной, чтобы продвинуться к Северодонецку с юга. Пророссийские источники новостей сообщили, что российские силы продвигались через украинские линии обороны в трёх направлениях. Сообщается, что ВДВ России взяли под контроль Владимирку и Липовое и прорвали украинскую оборону в Камышевахе, к северу от Попасной. Сообщалось, что бойцы ЧВК «Вагнер» взяли под контроль сёла Триполье и Выскрива в нескольких километрах к западу от Попасной; украинские источники заявили, что в Выскриве продолжаются наступательные операции. Кроме того, по сообщениям, российские войска взяли под контроль Троицкое, к югу от Попасной.
Министр обороны России Сергей Шойгу доложил президенту РФ об установлении контроля над Мариуполем и сдаче в плен 2339 украинских военных.
Российские военные нанесли ракетный удар по дворцу культуры в городе Лозовая, пострадало 7 человек, включая одного ребёнка, взрывная волна повредила до 1000 квартир. В Северодонецке российские военные обстреляли школу, где укрывались мирные жители, погибло по меньшей мере трое. В ходе массированных обстрелов Северодонецка и Лисичанска было разрушено более 60 домов, погибло 13 человек. Советник мэра Мариуполя сообщил, что российские военные завершили разбор завалов Мариупольского драматического театра, уничтоженного российской авиацией, и вывоз тел погибших. По словам чиновника, это исключило возможность точного независимого подсчёта числа жертв.
В Энергодаре сотрудники пожарных служб вышли на акцию протеста после похищения начальника пожар-спасательного отряда Виталия Трояна. Пророссийские телеграм-каналы опубликовали видео с жительницей Херсона, которая приносит извинения за грубые высказывания в адрес российских военных и сообщает, что прошла «курс денацификации».
Владимир Путин посмертно наградил Орденом Мужества полевого командира Арсена Павлова (позывной «Моторола»), убитого в 2016 году в ДНР. По собственному признанию, Павлов убил по меньшей мере 15 военнопленных, а Amnesty International приводило доказательства участия его подразделения в пытках. В Госдуму был внесен законопроект об отмене возрастного предела для заключения первого контракта о прохождении военной службы.
Минфин США сообщил о планах создания картеля покупателей российской нефти для установления ценового потолка и ограничения нефтяных доходов России с минимальным ущербом для мировой экономики. Страны G7 приняли решение о предоставлении Украине дополнительных $9,5 млрд помощи, доведя общий объём до $19,8 млрд.
В The New York Times вышла колонка профессора Йельского университета, историка Тимоти Снайдера об установлении в России фашистского режима. Учёный отметил, что в современной России сформировалось большинство признаков фашизма: культ одного лидера, культ умерших, мифы о былом величии и стремление его вернуть, массовая пропаганда, визуальные символы как знак принадлежности, массовые мероприятия в поддержку вождя и широкое распространение языка ненависти. Снайдер также отметил характерную для фашизма публичную риторику российских властей: утверждения о неизбежности войны, невиновности России и кознях врагов.
The Economist вышел с обложкой, посвящённой продовольственной катастрофе, которую провоцирует развязанная Россией война против Украины. По статистике ООН, почти 14 млн украинцев были вынуждены покинуть свои дома из-за войны, более половины семей беженцев — с детьми. Замминистра внутренних дел Украины заявила о 13 потерпевших в двух уголовных делах об изнасилованиях, совершённых российскими военными в ходе оккупации территорий Киевской области. The New York Times в ходе расследования выяснил, что в массовых убийствах в Буче участвовали 104-й и 234-й десантно-штурмовые полки из Пскова.

### 21 мая

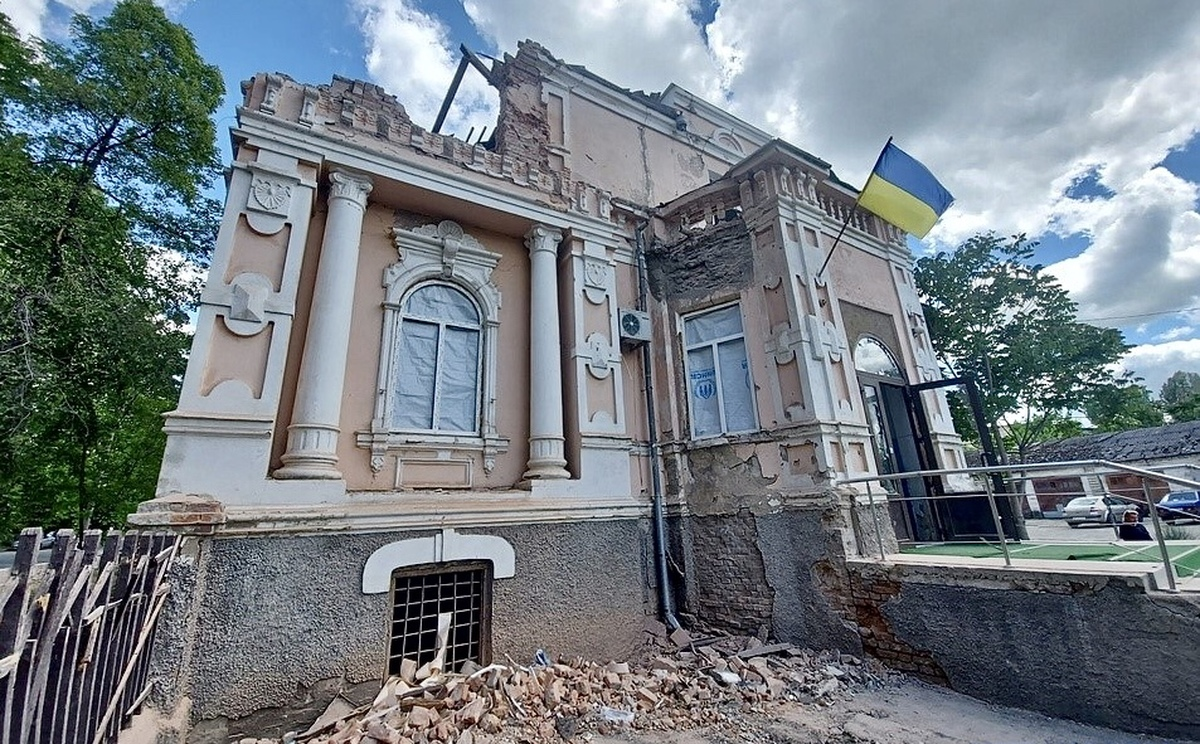
Повреждённое обстрелом здание Ореховского городского совета

Российские войска добились успехов в районе Рубежное — Северодонецк — Лисичанск и активизировали усилия по взятию Северодонецка. Они уничтожили мост через реку Северский Донец между Северодонецком и Лисичанском, создав условия для разрыва украинских сухопутных коммуникаций и захвата Северодонецка. Российские войска также продвинулись к юго-востоку от Изюма и нанесли авиационные и артиллерийские удары к северу от Харькова, Олег Синегубов сообщал об одном убитом и 20 раненых и разрушении городского рынка.
Генштаб ВСУ сообщил об обстрелах большого числа населённых пунктах на всей линии соприкосновения и новых попытках форсирования Северского Донца российской армией. По данным ведомства, Россия начала разминирование порта Мариуполя. Минобороны РФ заявило об уничтожении партии иностранного вооружения в Житомирской области и топливных хранилищ в Одесской области. Также российские военные взорвали мост между Северодонецком и Лисичанском, что усложнило защиту Северодонецка.
Минобороны Великобритании в ежедневном брифинге отметило ключевую роль БПЛА в российско-украинской войне, подчеркнув дефицит беспилотников в распоряжении России, что ограничивает возможности разведки и целеуказания. Институт изучения войны отметил, что российские официальные лица могут завышать численность защитников «Азовстали», чтобы не акцентировать внимание на затяжном характере осады, которая оттянула значительную часть сил. Председатель комитета Госдумы по международным делам Леонид Слуцкий заявил, что высшее российское руководство рассматривало возможность обмена кума Владимира Путина Виктора Медведчука, арестованного на Украине по делу о госизмене, на пленных военнослужащих батальона «Азов».
Основатель Conflict Intelligence Team, изучающей ход войны на Украине (а ранее и других конфликтах) в интервью Meduza отметил, что война перешла к формату локальных боёв, и повторение масштабного наступления на Киев маловероятно. Он предположил, что потери в наиболее боеспособных российских частях, исчерпание запасов высокоточного оружия, неготовность к открытой мобилизации из-за политических рисков и отказа контрактников отправляться на Украину (до 30—40 % личного состава) — на фоне усиления ВСУ западным оружием — создают условия для украинского контрнаступления в течение 1,5—2 месяцев. К аналогичным выводам пришли эксперты Института изучения войны.
Президент США Джо Байден подписал документ о предоставлении Украине $40 млрд помощи, который ранее поддержал Конгресс. 6 млрд из этой суммы планируется направить на оружие, разведпомощь и подготовку военнослужащих; 8,7 млрд — на амуницию; 3,9 млрд — на операции Европейского командования, включая разведку; 11 млрд — на военные поставки, которые президент сможет направлять Украине без согласования с Конгрессом; 13,8 млрд — на экономическую поддержку украинского правительства; 4,4 млрд — на поставки продовольствия Украине и другим странам.
На саммите АТЭС в Бангкоке представители США, Канады, Новой Зеландии, Японии и Австралии покинули зал во время выступления министра экономического развития РФ Максима Решетникова, российская делегация совершила аналогичный жест во время выступления представителя США. На Каннском кинофестивале прошла премьера фильма «Мариуполис 2» литовского режиссера Мантаса Кведаравичюса, снятого во время осады Мариуполя. Автор погиб в российском плену, предположительно, после пыток. Премьер-министр Португалии Антониу Кошта посетил Ирпень и в ходе встречи с украинским руководством подписал меморандум о предоставлении Украине до 250 млн евро помощи. Мэр Харькова сообщил, что в создании нового генплана и восстановлении города принимает участие британский архитектор Норман Фостер[значимость факта?].
Издание «Важные истории» с помощью сервисов распознавания лиц вычислили первого из военнослужащих, связанных с убийством 8 человек в оккупированной Буче, ранее ставшим темой расследования The New York Times. Мэр Ирпеня заявил, что, отступая из города, российские военные заминировали гражданские объекты, в том числе детские площадки. Ранее житель Бучи утверждал, что обнаружил российское взрывчатое устройство в фортепиано своей дочери. Ингушские СМИ сообщили о гибели на Украине племянника замминистра обороны РФ и бывшего главы региона Юнус-Бека Евкурова.
Советник мэра Мариуполя заявил об установлении блокпостов на всех дорогах в направлении Запорожья, что сделало невозможной эвакуацию из города на Украину. Омбудсмен Украины заявил, что в фильтрационных лагерях в ДНР удерживается почти 400 мужчин из Мариуполя. В Херсонской области начали работать крымские телеком-операторы и началось вещание российских телеканалов. В России произошёл 12-й случай поджога военкомата после начала войны. Специалисты по природоохране забили тревогу из-за массовой гибели черноморских дельфинов. Предположительная причина — шум от детонации снарядов и заражения из-за загрязнения моря.

### 22 мая
ВСУ сообщило о развёртывании в Белгородской области установок «Искандер-М», Минобороны Великобритании — о переброске на Северодонецком направлении всех 10 российских боевых машин поддержки танков «Терминатор». Украинская сторона заявила о разрушении очередной понтонной переправы через Северский Донец во время пересечения реки российскими войсками. Украина обвинила Россию в использовании кассетных боеприпасов при обстреле Белозёрки в Херсонской области.
Война стала одной из центральных тем Международного экономического форума в Давосе (от участия в котором Россия была отстранена). В «Русском доме» (Russian house), где традиционно проходили мероприятия российской делегации, открылась выставка «Дом военных преступлений России»[значимость факта?].
Президент Польши Анджей Дуда прибыл в Киев для встречи с депутатами Верховной Рады и президентом Зеленским, в результате встречи Зеленский анонсировал соглашение об упрощённом пересечении границы с Польшей. Рада проголосовала за продление срока военного положения и мобилизации до 23 августа. Украина вышла из Соглашения об увековечении памяти о мужестве и героизме народов СНГ в Великой Отечественной войне.
Федеральная разведывательная служба Германии заявила об участии российских неонацистских группировок в боевых действиях на Украине. Ведомство заявило о присутствии на фронте по меньшей мере двух праворадикальных групп, действия которых курируют российские власти — «Российской имперской лиги» и ДШРГ «Русич».
По заявлению советника мэра Мариуполя, в городе и Мариупольском районе была введена пропускная система. Мэр Энергодара сообщил о покушении на главу оккупационной администрации.

### 23 мая
Продолжались наземные бои вокруг Северодонецка; согласно российским источникам, российские войска заняли микрорайон Щедрищево на севере Северодонецка, и ведут бои на подступах к городу. Также сообщалось, что они штурмовали город Золотое и взяли под контроль въезды в город, что позволило им продвинуться на север и завершить окружение Северодонецка с юга.
Минобороны Украины сообщило, что российские войска пытаются прорвать украинскую оборону в районе Попасной, в частности, в районе Тошковки, Камышевахи, Нырково, Васильевки, Новой Каменки и Мироновского, вероятно, пытаясь продвинуться на запад, в сторону Бахмута. Сообщается, что украинские силы отошли на запад от Владимировки к городу Соледару.
Российские войска укрепили свои позиции вблизи Донецко-Луганской границы и взяли под контроль посёлок городского типа Мироновский к юго-востоку от Бахмута, активизировали наступательные действия в районе городов Лиман и Авдеевка и добились успехов. По неподтвержденным данным, российские войска начали штурм северной части Лимана и по состоянию на 23 мая частично взяли город под свой контроль. Также российские авиация и артиллерия нанесли удары юго-восточнее Изюма в рамках подготовки к предполагаемому возобновлению наступления в направлении Славянска, нанесли артиллерийские удары и провели разведку украинских позиций к юго-востоку от Изюма в районе Диброво, Вернополье, Богородичное, Гусаровка, Чеполь, Долина, Студенок и Святогорска.
По железнодорожной инфраструктуре в Павлоградском районе на востоке Днепропетровской области был нанесён российский ракетный удар.

### 24 мая
На Донбасском направлении российские войска взяли город Светлодарск и продолжили наступление из района Попасной. Власти Украины заявили, что российские войска начали широкомасштабную атаку, чтобы окружить украинские войска в городах Северодонецк и Лисичанск, которые расположены на восточном и западном берегах реки Северский Донец соответственно. Минобороны Великобритании подтвердило, что этот участок является ключевым для российского наступления на Донбассе, отметив, что украинские войска эффективно сопротивляются на укреплённых позициях и сохраняют контроль в районе Северодонецка, Лисичанска и Рубежного. Российские обстрелы разрушили по 6 домов в Северодонецке (4 человека погибли при попадании в жилую многоэтажку) и Лисичанске, а также нанесли удар по комбинату «Азот» (4 погибли, 4 ранены).
Российские войска продолжили удерживать позиции к северу от Харькова, велось наступление на село Терновая. ВС РФ продолжили усиливать группировку в Васильевке и Каменском для предполагаемого наступления на Запорожье. Оккупационные власти Херсонской области заявили о планах разместить на подконтрольной территории российскую военную базу, оккупационная администрация Запорожской области — о переходе на расчёты в рублях.
BBC сообщил о гибели на Украине российского генерал-майора ВВС в отставке Канамата Ботащева, который управлял самолётом Су-25 (всего по открытым источникам BBC подтвердил гибель 31 российского военного лётчика). Личный состав 3-го стрелкового батальона 105-го стрелкового полка сил ДНР обвинил в обмане главу республики. В видеообращении они заявили, что в нарушение обещаний только что мобилизованных студентов и рабочих без обучения и опыта в военном деле без оглядки на хронические заболевания отправили на передовую в Мариуполь, где погибло до 40 % боевого соединения. Как утверждали военнослужащие, им обещали, что неподготовленные люди не будут участвовать в боевых действиях.
Генпрокурор Украины заявила о расследовании около 13 тысяч уголовных дел, в рамках которых 600 человек уже получили статус подозреваемых, а 48 — будут отданы под суд в скором времени по обвинению в военных преступлениях. В Ростовской области российские правоохранительные органы задержали подростка, который якобы работал на СБУ и за 9 лет завербовал через соцсети в батальон «Азов» 800 школьников, «готовых совершать теракты в учебных заведениях».
Харьковское метро возобновило работу, при этом жители города продолжили использовать его как бомбоубежище. Глава областной администрации заявил, что регион покинули около половины жителей. Главная причина — нежелание жить на оккупированной территории. По данным опроса Киевского международного института социологии, 82 % сочли неприемлемыми территориальные уступки России. На востоке Украины этого мнения придерживаются 68 % опрошенных, на оккупированных Россией территориях — 77 %.
Минфин США отказался продлять лицензию 9C, которая позволяет России обслуживать свой внешний долг. Bloomberg отметил, что это приблизило Россию к вероятному дефолту по внешнему долгу. Канада сообщил о поставке Украине 20 тысяч снарядов калибром 155 мм для ранее переданных гаубиц M777.
Издание «Медуза» рассказало, что настроения российской политической элиты вернулись к глубокому недовольству лично Владимиром Путиным. Противники войны в бизнес-среде и правительстве сочли решение о вторжении недальновидным и непродуманным, сторонники были недовольны забуксовавшей военной кампанией, которая не достигла заметных успехов. Президент же, как отмечали источники, не хочет рассуждать о последствиях войны, недооценивает последствия санкций и находит причины проблем, не связанных со вторжением. Это, в том числе, способствует росту обсуждений будущего России без Путина, в котором будут возможны договорённости со странами Запада и Украиной.

### 25 мая
Российские войска сосредоточились на продвижении к востоку и западу от Попасной, намереваясь перерезать украинские пути снабжения к юго-западу от Северодонецка и завершить окружение ВСУ в Луганской области. К северу от Харькова для удержания занятые территорий российская артиллерия усилила обстрелы украинских позиций.
Российские войска обстреляли Запорожье, заявив об атаке на завод двигателей. Местные власти зафиксировали попадание снарядов в жилые дома и торговый центр. Под удары также попали Кривой Рог, Северодонецк (погибло 6 мирных жителей), Краснополье в Сумской области, населённые пункты Донецкой области. В Луганской области из-за обстрелов прекратила работу последняя газораспределительная станция (ранее область уже осталась без электроснабжения и централизованной подачи воды).
Государственная Дума Российской Федерации сразу в трёх чтениях приняла закон, отменяющий верхний возрастной порог для заключения первого контракта о прохождении военной службы, тем же днём его одобрил Совет Федерации. Владимир Путин ввёл упрощённый режим перехода в гражданство РФ для жителей Запорожской и Херсонской областей. Российским пограничникам до особого распоряжения начали отменять летние отпуска, были объявлены полевые сборы.
Оккупационная администрация Запорожской области заявила о том, что был установлен герб времён Российской империи, а буквенный код на автомобильных номерах был сменён с UA (Украина) на TVR (Таврическая губерния). Минобороны России объявило об открытии двух коридоров для выхода иностранных судов из заблокированных украинских портов.
ООН отметил, что война на Украине усугубила глобальные проблемы с продовольствием, из-за чего запасов пшеницы на планете осталось на 10 недель. Ранее Россия ставила снятие санкций условием разблокировки экспорта украинского зерна и другого продовольствия по морскому пути. Также Минобороны России обвинило Красный крест в прекращении поставок жизненно важных лекарств в ДНР и ЛНР под предлогом нестабильной ситуации. В МККК ответили, что российское вторжение разрушило цепочки поставок, сложившиеся с 2014 года.
Еврокомиссия (ЕК) предложила рассматривать обход санкций как преступление против Евросоюза, чтобы гарантировать исполнение ограничительных мер в отношении России. Премьер-министр Финляндии Санна Марин посетила Ирпень и Бучу. ОАЭ впервые за два года отправили груз нефти в Европу.

### 26 мая
На восточном фронте Украины продолжились бои за Северодонецк. Российские источники заявили, что армия России приближается к Северодонецку со стороны Воеводовки и Щедрищево и что северо-восточная часть города находится под её контролем. Российская и украинская сторона противоречили друг другу в заявлениях о локализации боёв и контроле над районами города. Украинские военные заявили, что в ходе наступления на Северодонецк ВС РФ использовали тактику, ранее отработанную при захвате Рубежного: пехотные и танковые атаки под прикрытием массированных артиллерийских обстрелов, которые уничтожают укрепления, разрушают здания, превращают города в руины.
Российские войска продолжили продвижение к югу и западу от Попасной в направлении Бахмута. Силы ДНР и ЛНР заявили о захвате Светлодарска и села Медная Руда возле автотрассы М 03 в 30 км к юго-востоку от Бахмута. Велись обстрелы в Боровском и районе трассы Бахмут — Лисичанск. Сообщалось о боях в районах Камышевахи, Нирково, Берестово, Белогоровки, Покровского, Клинового, Липового и Нагорного, через которые ВС РФ намеревались выйти к Бахмуту.
В районе Харькова российские войска сосредоточили усилия на удержании позиций вокруг города. Генштаб Украины заявил, что российские войска к северу от Харькова провели разведку и обстреляли украинские позиции, чтобы предотвратить дальнейшее продвижение Украины в этом районе. На Херсонском направлении российские войска улучшали свои тактические позиции и укрепляли оборонительные рубежи.
«Медиазона» выпустила подробное расследование мародёрства российских военных в ходе оккупации территорий Украины. Журналисты изучили аномальные (выбивающиеся из общей статистики) отправления через СДЭК из пунктов приёма-выдачи в приграничных городах. Один из пиков числа и веса отправлений пришёлся на период вывода российских войск из Киевской области (с 338 кг 26 марта до 4 тонн 4 апреля). В основном получатели этих отправлений находились в небольших городах, где дислоцированы участвующие во вторжении боевые соединения — Югре, Чебаркуле, Кызыле, а также в Новосибирске, Миассе и Улан-Удэ. Благодаря открытым камерам наблюдения в офисах СДЭК, расследователи выяснили, что люди в военной форме отправляли широкий ассортимент товаров: кроссовки, шины, мелкую электронику, телевизоры, гитару, палатку, колбасы и консервы и многое другое.
CNN со ссылкой на представителя Минобороны США сообщил, что Россия потеряла в ходе вторжения почти 1000 танков, более 350 артиллерийских орудий, до 30 военных самолётов и более 50 вертолётов, но всё ещё сохраняла превосходство в количестве вооружений. Роскомнадзор отчитался об удалении 38 тысяч призывов к антивоенным протестам, свыше 117 тысяч публикаций о войне, не соответствующих официальной позиции российских властей, блокировке 1177 сайтов.
Местные власти заявили о гибели 9 человек, включая пятимесячного ребёнка, в ходе обстрелов северных районов Харькова российскими войсками. Российские военные Александр Бобыкин и Александр Иванов, которые в составе экипажа РСЗО «Град» вели обстрелы жилых домов Харьковской области в первые дни войны, признали вину в ходе суда. Участники Всемирной ассамблеи здравоохранения возложили на Россию ответственность за кризис в системе здравоохранения Украины.
«Единая Россия» внесла в Государственную думу законопроект, ужесточающий статьи УК о сотрудничестве с иностранными организациями. Предложенные поправки открывают возможности для давления на военнослужащих (которым могут предъявлены обвинения за сдачу в плен); преследования за контакты с иностранными организациями, о которых человек не уведомил российские спецслужбы, и нежелательными организациями независимо от местонахождения человека (ранее закон предусматривал ответственность за сотрудничество с нежелательными организациями на территории РФ). Также депутаты предложили добавить в УК отдельную статью о «публичных призывах к осуществлению деятельности, направленной против безопасности государства», которая вводит наказания за действия, не подпадающие под существующие статьи УК.
США, Великобритания и Евросоюз объявили о создании консультативной группы по расследованию военных преступлений (Atrocity Crimes Advisory Group, ACA) на Украине. Александр Лукашенко распорядился создать Южное оперативное командование на украинском направлении для защиты от военного давления через Польшу, Литву, Латвию, дислоцированные там силы НАТО и через эскалацию боевых действий на Украине.

### 27 мая
Минобороны Великобритании сообщило о продолжающихся попытках российских войск окружить Северодонецк (и Лисичанск). К утру 27 мая российские военные и пророссийские силы заняли Лиман. Российские войска вели наступление На восточном фронте российские войска вели наступление юго-восточнее Рубежного в направлении Северодонецка, а также через Устынку и Борисовское, вступили в бои за сёла, прилегающие к стратегически важной трассе Бахмут — Лисичанск к северо-востоку и восточнее Попасной.
Институт изучения войны отметил, что продвижение России на востоке Украины остаётся медленным, а украинская оборона — в целом эффективной. По мнению аналитиков, российские войска на Донбассе ослаблены, и восполнить потери в дальнейшем будет проблематично. На Херсонском направлении южная группировка войск России перешла к возведению третьей линии обороны для подготовки к будущему украинскому контрнаступлению. Военная разведка Великобритании отметила, что в распоряжение российских сил на этом участке фронта перешли 50-летние танки Т-62, уязвимые для современных противотанковых средств, что может быть признаком дефицита современной техники в российском арсенале.
По данным украинских властей, в результате удары ракетами «Искандер» по полигону Нацгвардии Украины в Днепропетровской области погибло 10 человек, до 35 получили ранения. В ходе обстрелов Северодонецка за сутки погибло 4 человека. ООН подтвердило гибель 4031 мирного жителя, включая 261 ребёнка. Киевская школа экономики подсчитала, что потери экономики Украины составили до 600 млрд долларов, включая прямой ущерб в 105,5 млрд долларов от разрушения украинских городов.
Две независимые экспертные группы — New Lines Institute и Центр Рауля Валленберга — заявили, что Россия нарушила Конвенцию ООН о геноциде: статью 2 о недопустимости действий с намерением полностью или частично уничтожить национальную, этническую, расовую или религиозную группу и статью 3 о недопустимости прямого или публичного подстрекательства к совершению геноцида. По утверждению исследователей, это касается как задокументированных действий российских военных, так и заявлений Владимира Путина, других высших должностных лиц и пропагандистов.
«Медуза» опубликовала материал об оценке руководством России наступательной операции на востоке Украины. По заявлениям источников издания, администрация президента видит возможность достичь в перспективе нескольких месяцев «программы-минимум» — оккупации территорий Донецкой и Луганской областей. «Программа-максимум» в этом случае предполагает захват Киева (несмотря на провал атаки на украинскую столицу в первый месяц войны). При этом российские власти боятся падения рейтингов и не готовы проводить открытую мобилизацию, и рассчитывают в первую очередь на отказ стран Запада от поддержки Украины и их готовность договариваться с Россией о поставках нефти и газа в преддверии отопительного сезона.

### 28 мая
На восточном фронте российские войска продолжили штурм северных районов Северодонецка. Глава Луганской области заявил, что ВС РФ понесли потери и были вынуждены отступить. Пророссийские телеграм-каналы заявили о продолжении боёв за Камышеваху в 8 км к востоку от Попасной, чтобы открыть путь для наступления на Золотое и выход к трассе Т1303 на Лисичанск. Представители ДНР заявляли о продвижении на 1,5 км в районе Авдеевки. Украинская сторона сообщила о контрнаступлении на севере Херсонской области и заявила, что силы ВСУ оттеснили российские войска в трёх населённых пунктах вдоль границы Николаевской и Херсонской областей.
Минобороны Великобритании отметило, что предположительно захваченный российскими войсками Лиман имеет стратегическое значение за счёт железнодорожного узла и выхода к мостам через Северский Донец. По оценке ведомства, это продвижение может дать российской армии преимущество в ходе потенциального наступления на Славянск и Краматорск. Официальный портал ВВС Украины заявил о сбитии российского Су-35 украинским МиГ-29 в небе над Херсонской областью.
По информации местных властей, были обстреляна Лисичанск, Харьков, Балакея, Малая Даниловка, Слатино и другие населённые пункты. В Северодонецке в ходе уличных боёв пострадали 14 многоэтажек. Был разрушен ещё один мост между Северодонецком и Лисичанском. В Донецкой области из-за постоянных обстрелов приостановилась работа Славянской теплоэлектростанции. Власти Славянска рекомендовали жителям города эвакуироваться в связи с вероятным наступлением российской армии.
Администрация Джо Байдена одобрила поставки в Украину РСЗО большой дальности, сообщили The New York Times и The Wall Street Journal. Также президент США утвердил отмену на год 25-процентной пошлины на импорт стали из Украины, введённой его предшественником Дональдом Трампом.
Компания «Метинвест» Рината Ахметова обвинила Россию в пиратстве: похищении принадлежащей ей стали из порта Мариуполя и вывозе на территорию России для дальнейшей продажи. Компания привела список судов под флагами разных стран, на которые были загружены 28 тысяч тонн металлургической продукции. О мародёрстве России в порту Мариуполя заявляли и украинские власти.
Вице-директор продовольственной и сельскохозяйственной организации ООН подсчитал, что из-за вторжения России в Украину число голодающих в мире может достичь 218 млн человек — на 18 млн больше, чем годом ранее. По данным ООН, в украинских портах заблокированы не менее 6 млн тонн зерна и 14 млн тонн кукурузы. Нарушение поставок также влияет на цену сельхозпродукции, а удорожание пшеницы всего на 1 % может привести к голоду 10 млн человек.

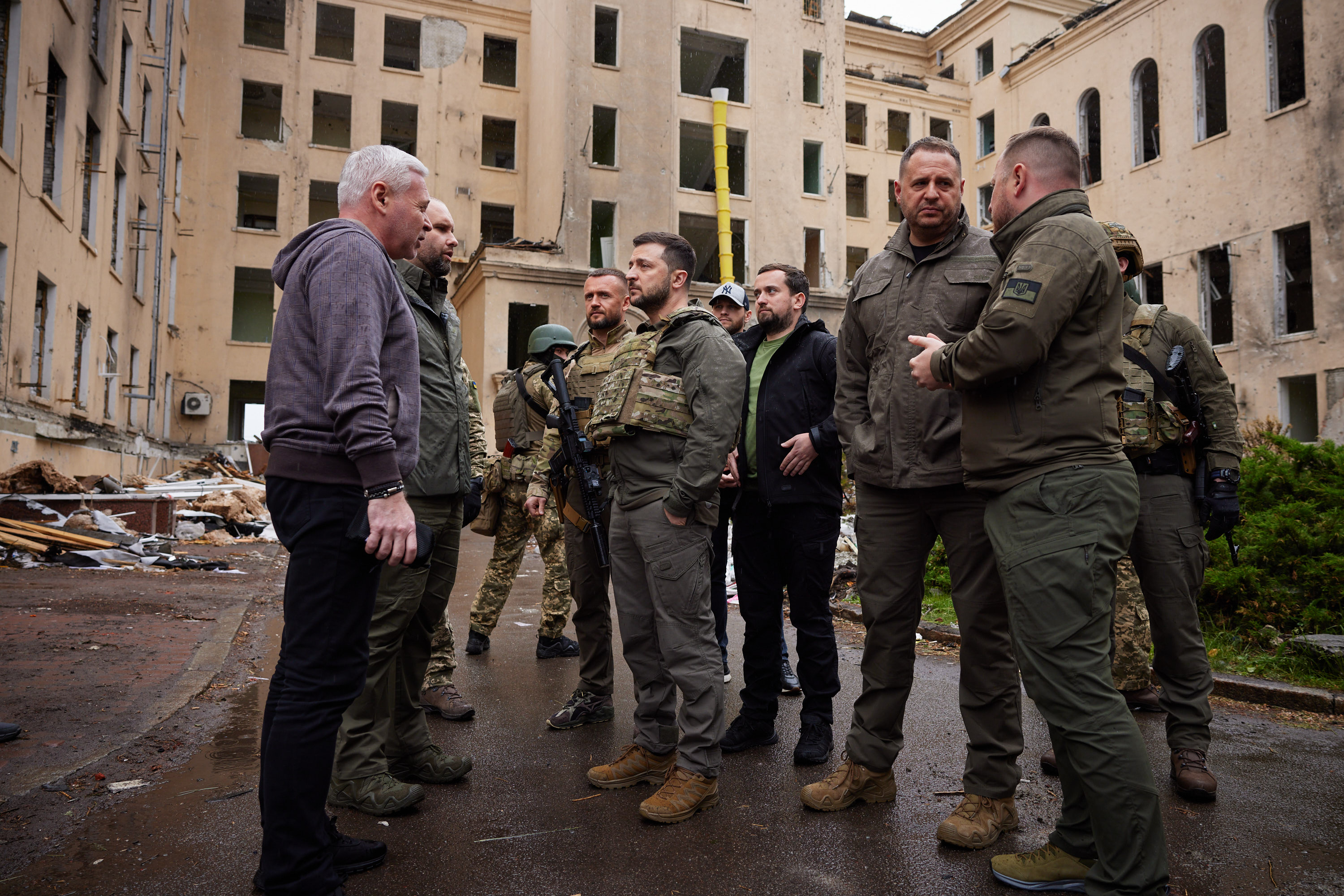
Президент Украины Владимир Зеленский в Харькове

### 29 мая
На Донбассе продолжался бой за Северодонецк. Российские войска продолжили наступление на запад от границы Луганской области с целью перекрытия украинских сухопутных коммуникаций к северо-востоку от Бахмута. Генштаб Украины заявил, что идут бои вокруг Владимировки, Васильевки, Камышевахи и Мироновки. В Генштабе Украины заявили, что российские войска усилили воздушные, миномётные, артиллерийские и ракетные удары на западе Донецкой области в районе Курахово.
В районе Харькова российские войска сосредоточились на удержании своих позиций к северу от города и 29 мая обстреляли близлежащие населенные пункты. Генштаб Украины заявил, что российские войска обстреляли Черкасские Тишки, Русские Тишки, Петровку и Терновку, чтобы сдержать дальнейшее продвижение Украины к границе с Россией. Российский Telegram-канал заявил, что украинские войска понесли большие потери во время боёв в Терновке и что российские войска впоследствии остановили продвижение украинских войск к границе.
Институт по изучению войны заявил, что российские войска понесли «страшные потери» в битве под Северодонецком, но и украинские войска также несут серьёзные потери. Президент Зеленский совершил свой первый официальный визит за пределы Киева с начала войны, чтобы посетить Харьков.
Американская газета New York Times сообщила, что за прошедшую неделю российская армия достигла наибольшего успеха с того момента, как приоритетом в войне стал восток Украины. Усилия России были сконцентрированы на окружении и взятии Северодонецка для установления контроля над всей Луганской областью.

### 30 мая
Российские войска продолжили штурм Северодонецка и его окрестностей. Сообщалось, что российские силы контролируют северо-восточную и юго-восточную окраины Северодонецка и продолжают укрепляться в пределах города. По оценке ISW, они достигли центральной части города. Украинские и российские источники сообщили о продолжающихся боях южнее Северодонецка в Тошковке, Устиновке, Вороново, Боровском и Метолкино, поскольку российские войска продолжали попытки завершить окружение Северодонецка с юга. Сообщалось, что они перебрасывают в этот район большое количество личного состава и техники для усиления операций против Северодонецка.
Генштаб Украины сообщил, что российские войска восстановили железнодорожный мост возле Купянска, чтобы облегчить передвижение войск и техники на изюмском направлении.
Российские войска постепенно продвигались к Славянску. Войска ДНР заявили, что 30 мая заняли Старый Караван и Дибровку между Лиманом и Славянском. Российские Telegram-каналы дополнительно сообщали о боях в Райгородке, в 6 км к северо-востоку от Славянска.
К востоку от Бахмута российские войска продолжали штурмовые операции с намерением перерезать украинские сухопутные коммуникации к северо-востоку от города. Генштаб Украины сообщил, что идут бои в Камышевахе, Новолуганском и Берестове — населённых пунктах, расположенных восточнее Бахмута.
По украинским позициям к северу от Харькова вёлся российский артиллерийский огонь. В Генштабе Украины заявили, что целью этих обстрелов является сдерживание дальнейшего продвижения Украины к границе с Россией.
По автомобильно-железнодорожному мосту в Затоке (Одесская область) был нанесён российский ракетный удар.
ВСУ заявило о планах российских войск атаковать Славянск и переброске дополнительных сил на это направление.

### 31 мая

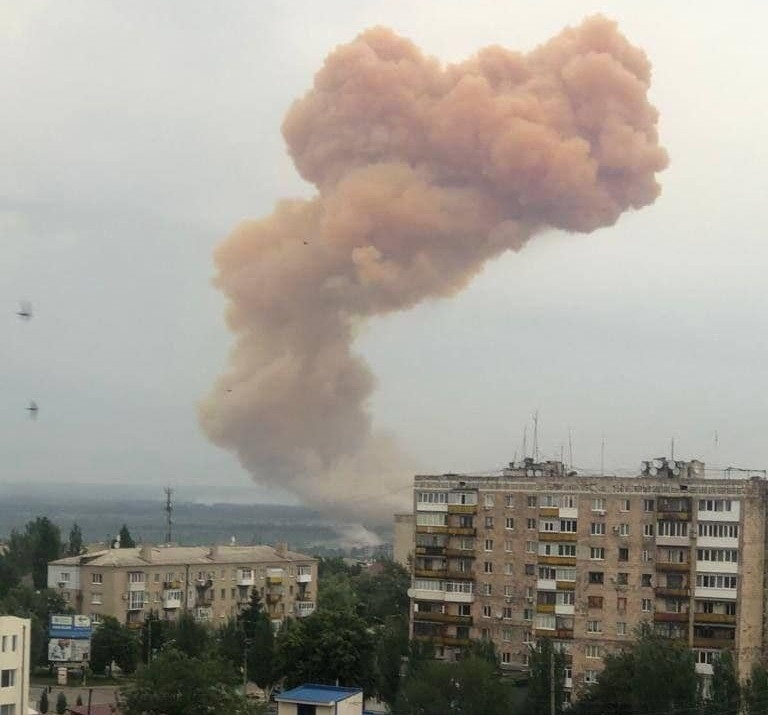
Дым от обстрела химзавода в Северодонецке

На Донбассе российские войска продолжали наступление в Северодонецке и его окрестностях, сообщалось, что ВСУ выводятся из центра города. ISW заявил, что российские войска контролируют до 70 % Северодонецка и продолжают укреплять позиции в его центре. По сообщению главы Луганской области Сергея Гайдая, большая часть Северодонецка занята российскими войсками. Мэр города заявил, что российские войска взяли половину его территории. В ходе боёв у реки Ингулец ни одна из сторон не добилась решительного прогресса. Генштаб Украины сообщил, что бои продолжаются в Тошковке, южнее Северодонецка.
Российские войска обстреляли украинские позиции к юго-западу и юго-востоку от Изюма и нанесли удары по Довеньке, Вернополью, Гусаровке и Великой Камышевахе с целью подготовки к возобновлению наступления из района Изюма. Российский Telegram-канал утверждал, что идут бои в Богородичном, Святогорске и Щуровом, населенных пунктах между юго-востоком от Изюма и северо-западом от Славянска. Российские войска также продвигались в сторону Славянска из района Лимана. Российский Telegram-канал сообщил, что российские войска контролируют дорогу через Райгородок и продвигаются на запад от Райгородка и на восток от Изюма, чтобы двигаться к Славянску.
Российские войска продолжали наступление восточнее Бахмута. Генштаб Украины заявил, что идут бои в Золотом, Камышевахе, Нырковом, Берестове, Покровском и Доломитном — населёнными пунктами, расположенными к востоку от Бахмута.
Сообщалось, что российские силы вблизи границы Донецкой и Запорожской областей постепенно продвигались вперед и взяли под свой контроль населённые пункты Благодатное и Нескучное.
Украинские войска продолжили контрнаступление на северо-западе Херсонской области.
Европейский союз принял шестой пакет санкций, направленный в первую очередь против российского нефтяного экспорта.
В Киеве прошла встреча президента Украины Зеленского и президента Словацкой Республики Зузаны Чапутовой.
Африканский союз предупредил лидеров ЕС, что блокада Москвой украинских портов чревата «катастрофическим сценарием» нехватки продовольствия и роста цен. Папа Римский Франциск также обратился с призывом снять блокаду экспорта пшеницы из Украины, заявив, что зерно нельзя использовать в качестве «оружия войны».